# Солікамськ
Соліка́мськ (рос. Соликамск) — місто Пермського краю в Росії, адміністративний центр Солікамського району (в який сам не входить), третє за величиною місто в регіоні, має статус міста крайового значення і міського округу з єдиним населеним пунктом в його складі.

## Фізико-географічна характеристика

### Географія

Панорама в північному районі за містом Солікамськ

Місто розташоване в крайовій зоні Східноєвропейської рівнини на території Передуральського крайового прогину у лівих приток Ками — річок Усолки і Борової. Кінцева залізнична станція Солікамськ по лінії Чусова — Солікамськ. Відстань до крайового центру — 202 км (автодорогою), 368 км (залізницею, через ст. Чусовська). Порт Камського водосховища.

Займає територію 165,5 км². 

### Часовий пояс
Місто Солікамськ, як і весь Пермський край, знаходиться в часовому поясі Єкатеринбурзького часу. Зсув відносно UTC складає +5:00. Щодо московського часу часовий пояс має постійний зсув +2 години і позначається в Росії як MSK+2.

### Клімат
Клімат — помірно холодний з рівномірним зволоженням (Dfb за сістемою Кеппена).
| Клімат Солікамська               | Клімат Солікамська | Клімат Солікамська | Клімат Солікамська | Клімат Солікамська | Клімат Солікамська | Клімат Солікамська | Клімат Солікамська | Клімат Солікамська | Клімат Солікамська | Клімат Солікамська | Клімат Солікамська | Клімат Солікамська | Клімат Солікамська |
| Показник                         | Січ.               | Лют.               | Бер.               | Квіт.              | Трав.              | Черв.              | Лип.               | Серп.              | Вер.               | Жовт.              | Лист.              | Груд.              | Рік                |
| Середній максимум, °C            | −12,4              | −9,9               | −1,4               | 7,3                | 15                 | 21                 | 23,3               | 19,6               | 12,4               | 3,1                | −4,2               | −9,1               | 5,4                |
| Середня температура, °C          | −16,1              | −14                | −6,2               | 2,2                | 9,2                | 15                 | 17,8               | 14,6               | 8,5                | 0,5                | −7,2               | −12,5              | 1,0                |
| Середній мінімум, °C             | −19,7              | −18                | −11                | −2,8               | 3,4                | 9,1                | 12,4               | 9,7                | 4,7                | −2                 | −10,2              | −15,9              | −3,3               |
| Норма опадів, мм                 | 48                 | 30                 | 30                 | 42                 | 51                 | 69                 | 87                 | 76                 | 68                 | 70                 | 64                 | 54                 | 689                |
| -------------------------------- | ------------------ | ------------------ | ------------------ | ------------------ | ------------------ | ------------------ | ------------------ | ------------------ | ------------------ | ------------------ | ------------------ | ------------------ | ------------------ |
| Джерело: CLIMATE-DATA.ORG (рос.) |                    |                    |                    |                    |                    |                    |                    |                    |                    |                    |                    |                    |                    |

## Історія

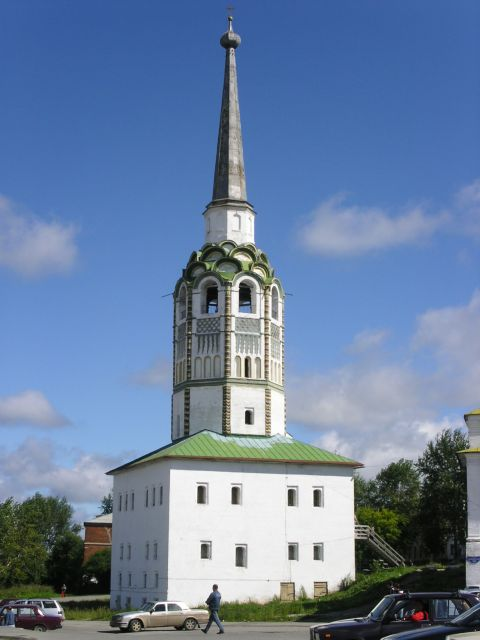
Соборна дзвіниця, один із символів Солікамська

Життя і назву Солікамську дала сіль. Місто виникло при соляних промислах, організованих вологодськими купцями Калиниковими. Є вказівки, що близько 1430 року ці фірми влаштували розсолопідйомні труби і варниці на березі Усолки.
Первісно місто називалося в літописі 1506 року Усольє на Камському, пізніше Усольє Камське, а з XVII сторіччя — Сіль Камська (рос. Соль Камская).
Споруди промислів — труби, вежі над ними, скрині для зберігання розсолу, варниці, комори — були першими будівлями нового поселення. У 1451—1505 роках розташоване у верхів'ях Ками Великопермське князівство було приєднано до Великого князівства Московського. Вигідне географічне положення і багаті запаси соляних джерел залучали до Солікамська торгових людей і 1579 року за першим переписом Великої Пермі Івана Яхонтова Солікамськ значився укріпленим містом з посадом. У ньому налічувалося 190 дворів, 16 соляних варниць, 26 крамниць, кілька церков. Місто не раз страждало від набігів кочових племен і пожеж (наприклад, 1581 року його спалив під час набігу мансійський князь Кіхек), але завжди відбудовувалося.
1613 року до Солікамська стали призначатися воєводи. Згідно писарським книгам, 1623 року в Солікамську було вже 357 дворів, 67 лавок, 37 варниць і 16 кузень. XVII сторіччя Солікамськ, колишній великий транзитний і перевалочний пункт на шляху до Сибіру, став важливим економічним і адміністративним центром. Велику роль в цьому зіграло відкриття Артемієм Бабіновим прямої дороги до верхів'їв річки Тури і заснування там міста Верхотур'є 1597 року.
До кінця XVII — початку XVIII сторіччя Солікамськ був найбільшою «солеварнею» Росії. Сіль Камська давала в цей час більше половини всієї реалізованої в країні солі. У місті і в Солікамському повіті XVII сторіччя діяли солепромисловці з Москви (Г. Л. Нікітников) і з Балахни (Соколові).
Наприкінці XVII сторіччя, з встановленням торговельних зв'язків з Китаєм, Солікамськ став транзитно-торговельним центром між Москвою і Бейпіном (Пекін); розгорнулося велике кам'яне будівництво. У цей період Солікамськ був найзначнішим торгово-промисловим містом Прикам'я, його економічне значення виходило далеко за межі Уралу. У 1630-х роках поблизу міста, біля села Григорово, були відкриті поклади мідної руди і 1635 року виник перший в Росії міделиварний Пискорський завод. 1731 року за 2 км від Солікамську Турчаниновим був збудований другий міделиварний завод, а біля нього, 1742 року, — фабрика мідного посуду (виготовлялися сервізи для імператорської сім'ї і самовари).
У зв'язку зі зростанням видобутку самоосадової солі відкритим способом у Поволжі і появою нового сибірського шляху, до кінця XVII ст. місто стало втрачати значення торговельного центру і основного центру російського солеваріння і перетворилося у повітове місто.
1711 року до Солі Камської прибули 97 полонених у Північній війні шведів, в тому числі 93 офіцерів і 4 лікарі. Також в місті залишалися шведи, що не могли продовжити шлях до Сибіру внаслідок хвороби, і коли 1721 року вийшов Указ Сенату щодо повернення полонених на батьківщину, то в Солікамську знаходилося 186 шведів, деякі з яких прийняли православ'я і обзавелися сім'ями. Найбільш найвідомішим шведським полоненим, що побував у Солікамську, став капітан шведської армії Й. фон Страленберґ, автор концепції про походження топоніма «Перм» від скандинавського «Б'ярмія», який першим почав вивчати стародавні пам'ятники Уралу.
У 1730-ті роки в селі Красному поблизу Солікамська Григорієм Демидовим був створений один з перших в Росії приватних ботанічних садів. Кількість таксонів в саду перевищувало 500 найменувань. 1746 року в саду була збережена колекція 80 сибірських рослин Г. Стелера, що передана до Академії наук. Фрагментарний опис саду і оранжерей зустрічається в книгах Й. Гмеліна, Ж. Ш. д'Отроша. Наприкінці 60-х рр. XVIII ст. О. Ф. Турчанинов у своїй садибі також облаштував ботанічний сад. Обидва становили великий науково-практичний і пізнавальний інтерес.
До початку XIX ст. в місті діяли миловарний, скляний і 7 шкіряних заводів, кустарна дзвонова фабрика. До середини XIX в. торгівля затихає. Проте з другої половини XIX сторіччя розпочинається новий економічний підйом Солікамська, вдосконалюються старі і будуються нові соляні заводи (1860-го виварювалося 164,4 тис. пудів солі, 1900-го — 3,4 млн пудів). До кінця XIX — початку XX сторіччя в місті діяло 2 шкіряних заводів, 5 закладів з виготовлення шкіряних виробів, столярне і іконостасне підприємства, 2 цегельних і винний заводи, понад 20 кузень, було відкрито 24 торговельних закладів, банк; будувалися баржі. На початку XX ст. в Солікамську було жіноча і чоловіча гімназії, 4 училища, лісова школа, 3 публічні бібліотеки, кінематограф.
31 січня (13 лютого) 1918 року в Солікамську проголошена Радянська влада, скасована земська і міська управа.
25 лютого 1918 року повітовий центр з міста Солікамськ перенесений до села Нове Усольє.
У листопаді 1923 року Солікамськ стає районним центром Верхньо-Камського округу і одночасно втрачає статус міста, ставши селом.
Декретом ВЦВК від 5 квітня 1926 року Солікамську повернуто статус міста.
У вересні 1928 року з міста Усольє в Солікамськ переноситься адміністративний центр Верхньо-Камського округу.
У 20-ті роки XX сторіччя Солікамськ — один з центрів індустріального розвитку всесоюзного значення. Єдине на території СРСР родовище калійно-магнієвих солей стає центром розвитку галузі. У Солікамськ з населенням 5000 осіб в 20-ті роки насильно привозять десятки тисяч політичних в'язнів, спецпереселенців, засланих людей.
У роки індустріалізації в місті мали ходіння гроші Солікамського карналітового комбінату, що стали боністичною рідкістю.
1941 року в Солікамськ були привезені 800 репресованих латишів з окупованої Латвії, велика частина з них загинула тут. Для сучасної Латвії Солікамськ залишається в пам'яті як місце, пов'язане з трагічними сторінками історії.
У роки німецько-радянської війни в Солікамську перебували мощі преподобного Сергія Радонезького, що були вивезені разом з музейними фондами перед загрозою нацистської окупації.
Згодом кордони Солікамська значно розширилися, 1959 року в його склад включено місто Боровськ, що розташоване на півночі поблизу річки Борової, за 6 км від центру. З розвитком калійної промисловості в місті, в долині річки Клестовки, виріс сучасний мікрорайон Клестовка.

## Місцеві говірки
Говірки Солікамського району були досить добре вивчені в радянський період. 1973 року вийшов «Словник говірок Солікамського району Пермської області», що включав 6420 словникових статей.

## Місцеве самоврядування
Структуру органів місцевого самоврядування Солікамського міського округу складають:
- Солікамська міська Дума;
- Глава міста Солікамська;
- Адміністрація міста Солікамська.

Голова міста — Олексій Миколайович Федотов (з 2016 року)

## Природні ресурси

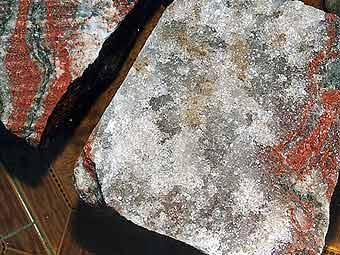
Калійна руда

Місто розташоване в межах унікального Верхнекамского родовища калійних і калійно-магнієвих солей. В надрах знаходяться великі запаси хлористих солей натрію.
Сировинні ресурси родовища комплексні, в руді містяться рідкісні і розсіяні елементи: бром, рубідій, цезій, магній тощо. Поблизу залізничної станції Солікамськ розташоване родовище будівельних пісків і піщано-гравійної суміші. Природні ресурси Солікамська багаті різноманітним комплексом мінеральних вод промислового і лікувального значення.

## Економіка
Солікамськ — один з двох економічних центрів Березниково-Солікамського промислового району, територія якого в економічних відносинах являє собою єдине ціле, що сприяє розвитку між підприємствами Березників і Солікамську тісних виробничо-технічних зв'язків.
За 2010 рік промисловими підприємствами міста відвантажено товарів власного виробництва та виконано робіт і послуг в діючих цінах на суму 49444,6 млн.рублів. В цілому загальний обсяг відвантажених товарів, виконаних робіт і наданих послуг за січень-грудень місяць поточного року збільшився по відношенню до аналогічного періоду минулого року в 1,1 рази.

Господарський профіль міста визначає:
- Гірничохімічна промисловість (видобуток калійних солей і виробництво мінеральних добрив) — ВАТ «Сильвинит»
  - з 2011 року — ВАТ «Уралкалий»,
- Підприємства лісопромислового комплексу:
  - ВАТ «Соликамскбумпром»,
  - лісозаготівельний комбінат,
- А також металургійна промисловість:
  - ВАТ «Солікамський магнієвий завод» (виробництво магнію, засноване на переробці калійно-магнієвих солей).
- У місті є підприємства машинобудування:
  - ремонтно-механічний завод,
- Будівельні організації,
- Підприємства харчової промисловості,
- ВАТ «Солікамський завод Урал»[10] — найбільший військово-промисловий завод у Східній Європі.

Основа економічного життя міста — калійна промисловість. Проектна потужність 3 калійних рудоуправлінь, що входять в ВАТ «Уралкалий», становить 3203,2 тис. тонн калійних добрив на рік.
Наразі (2010-ті) місто має великий експортний потенціал завдяки високому рівню розвитку основної хімії, металургії (виробництво магнію і рідкісноземельних елементів). Сьогодні продукція солікамських підприємств поставляється більш ніж у 60 країн світу. Солікамськ має туристично-рекреаційні можливості.

### Фінансова інфраструктура
У Солікамську представлено 8 банків:
- ПАТ «БАНК УРАЛСІБ»
- Західно-Уральський банк Ощадбанку Росії
- Банк «Уральський фінансовий дім»
- Додатковий офіс «ВТБ.Банк Москви[11]»
- Додатковий офіс Пермської філії банку «Транскапіталбанк»
- Додатковий офіс Пермської філії «СКБ-Банку»
- Додатковий офіс Пермської філії «ВТБ-24»
- «Росдержстрах банк»

і 8 страхових компаній:
- ВАТ «Військово-страхова компанія»
- Росдержстрах, страховий відділ в м Солікамську
- Страхова група «Уралсіб»
- ЗАТ Страхова група «Спаські ворота»
- ВАТ «СОГАЗ»
- ТОВ Медична страхова компанія «Медпрана-Люкс»
- Страхова компанія «Індержстрах», додатковий офіс в Солікамську

а також 1 мікрофінансова організація:
- ТОВ «Фінансова допомога»

### Енергетична інфраструктура
Газопостачання підприємств і населення Солікамського міського округу здійснюється по газопроводу — відводу «Чусової — Березники — Солікамськ» в одну нитку з річним обсягом постачання газу порядку 711 млн м³.
Електричні мережі Солікамського міського округу включають в себе 650 км кабельних та повітряних ліній, 168 трансформаторних і розподільних підстанцій. Постачання електроенергії для споживачів м. Солікамська здійснюється від Пермської енергосистеми і Солікамського ТЕЦ (СТЕЦ-12 і СТЕЦ-11) за допомогою підстанцій.
Вироблення тепла забезпечують виробничі котельні ВАТ «Сильвініт» (3 джерела), ВАТ «Солікамський магнієвий завод», ТОВ «Солікамська ТЕЦ» і котельня МУП «Теплоенерго».

### Стан ринку праці
Середньомісячна заробітна плата на території міського округу наприкінці 2010 року становила 18020,2 рублів за прожиткового мінімуму в середньому по Пермському краю за 2010 рік 5535 рублів. Її значення сильно різниться в залежності від галузі: від 8806 рублів в сільському господарстві до 27953 у фінансовій діяльності. Значення середньої заробітної плати в міському окрузі перевершує середню заробітну плату в більшій частині муніципальних утворень Пермського краю. В цілому, по Пермському краю середньомісячна нарахована заробітна плата за жовтень 2010 року склала 17056,5 рублів.
Чисельність економічно активного населення на 1 січня 2010 р. становила 51988 осіб, або 54,6 % від загальної чисельності.
Рівень зареєстрованого безробіття 2010 року за міським округом склав 1,8 % до чисельності економічно активного населення, що трохи нижче середнього показника по Пермському краю 2,1 % на кінець 2010 року.
Важливою характеристикою ринку праці м Солікамська є те, що вдалося зберегти кваліфікований кадровий потенціал, перш за все, в сфері металургії та електроенергетики.

### Інвестиційна привабливість
Ключовими факторами інвестиційної привабливості Солікамського міського округу і його основними конкурентними перевагами є:
- стабільно високі темпи розвитку економіки, її різноспрямованість;
- зростання попиту на мінеральні добрива і їх ціни позитивним чином впливають на розвиток головного виробника міста — Уралкалія;
- високий рівень розвитку промисловості і поліпшення зовнішньої ринкової кон'юнктури;
- розвинена транспортна інфраструктура дозволяє з найменшими витратами виходити на стратегічно важливі міста Росії і зарубіжжя;
- стратегічне центральне положення Солікамська на Білкомур'ї, що дає вигідні умови для інвестування в транспортний кластер;
- високий рівень професійної освіти і наявність кваліфікованої робочої сили;
- низький рівень політичного ризику;
- висока купівельна спроможність жителів міста;
- високий туристичний потенціал і слабкий розвиток міст-конкурентів на півночі Пермського краю.

## Екологія

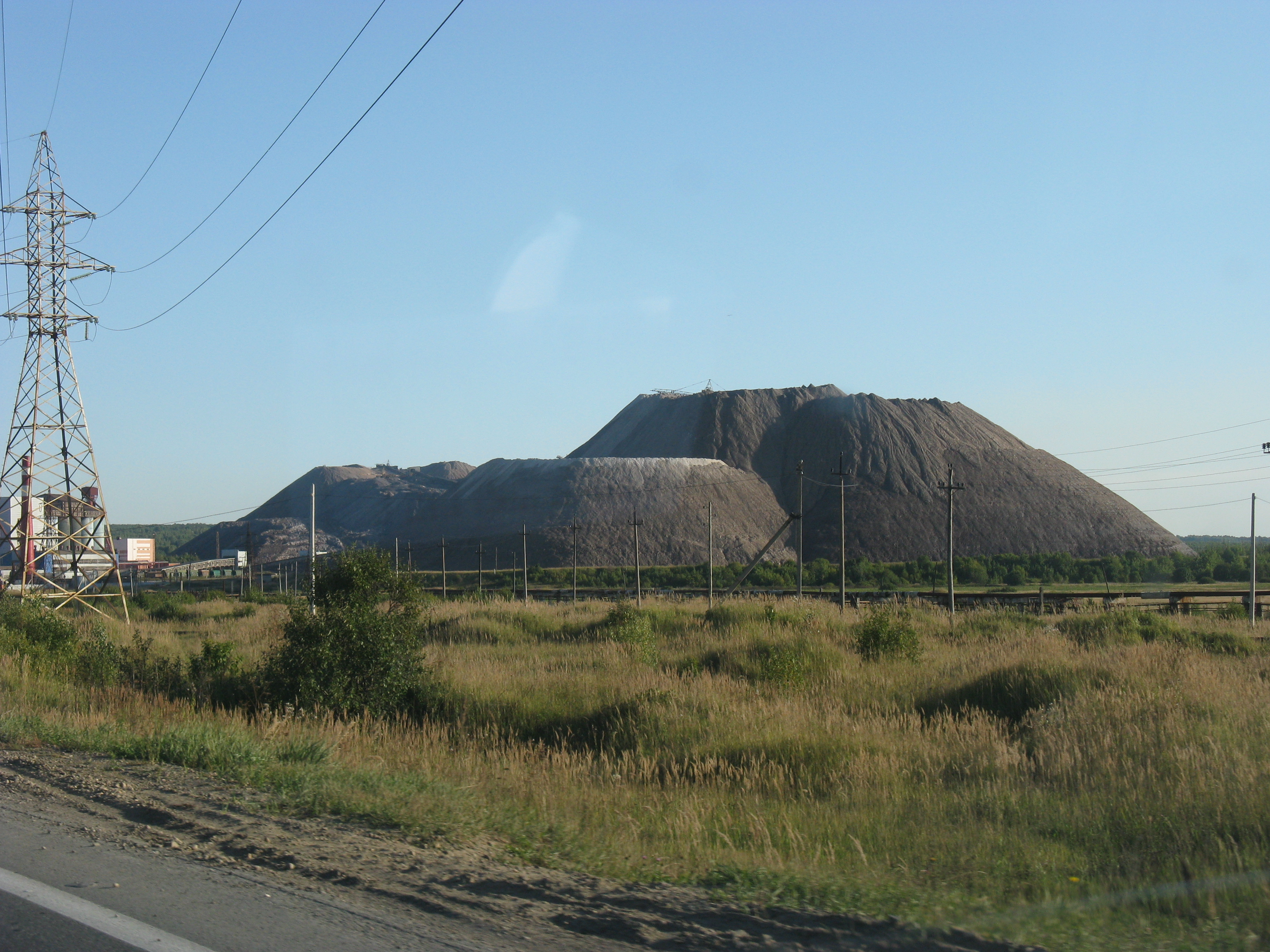
Солевідвали

Екологічна ситуація в місті несприятлива. Особливо незадовільний стан з очищенням промислових стоків, що відрізняються високою токсичністю. З 11 очисних споруд лише 5 забезпечують нормальну очистку. Високою забрудненістю характеризується і стан атмосфери. Головні труднощі при розробці калійного родовища — утилізація відходів (кухонна сіль). У місті є кілька чинників забруднення.

## Адміністративний поділ
У територіально-планувальному відношенні місто розділене на наступні частини:
- Південна частина — центр, розташований переважно вздовж річки Усолка, зі значним числом адміністративних будівель, архітектурних і історичних пам'ятників (церкви, будівлі забудови XIX і початку XX ст.); Мікрорайони — Верхній і Нижній Лікарняний, Красне, 3-й мікрорайон калійників, Клестовка; а також ряд великих селищ (Калієць, Шахтарський, Рубцова), що примикають до підрозділів ВАТ «Уралкалій», магнієвого заводу тощо.
- Північна частина — мікрорайон Боровськ (в 1949—1959 роках місто, що тяжіє до Солікамського ЦПК і до річці Камі).

Між південною та північною частинами міста приблизно 6 км. Між ними знаходяться промислові зони, склади, бази, автозаправки, а також садові ділянки.

## Транспорт
Солікамськ — великий транспортний вузол. У місті є залізнична станція Солікамськ Пермського відділення Свердловської залізниці. З Солікамська на поїзді можна доїхати до Єкатеринбурга (поїзд Солікамськ—Єкатеринбург). У місті є автовокзал, що обслуговує як приміські маршрути, так і міжміські. Автобусом з Солікамська можна доїхати до Пермі, Єкатеринбурга, Березників, Чердині, Красновішерська, Ниробу, Кізелу, Лисьви, Александровська, Нитви. Міський транспорт представлений 22 автобусними маршрутами. Маршрутне таксі в місті не прижилося. Головна компанія перевізник — «Городской експресс». Здебільшого маршрути прокладені з Південної частини міста в Північну.
У муніципальній власності знаходиться 326,6 км доріг, протяжність доріг з твердим покриттям складає 261,5 км. Солікамськ є найбільшим з автодорожніх вузлів півночі краю. Солікамський міський округ з'єднаний автошляхами територіального значення з містами Красновішерськ і Чердинь в північному напрямі; Березники, Александровськ, Кізел, Перм в південному напрямку.
У 12 км від міста розташований закритий аеропорт. Ще 2004 року з Солікамська можна було долетіти до Москви, а влітку були рейси до Анапи і Сочі.
У міста є вихід на Єдину глибоководну систему Європейської частини Росії по річці Камі.
Після просідання ґрунту в Березниках в результаті техногенної катастрофи, пасажирський рух по залізничній гілці Яйва — Березники був призупинений. Керівництво компанії РЗД взяло рішення про будівництво нової обхідної гілки залізниці. Будівництво було завершено 2009, а навесні 2010 року було відкрито рух в обхід небезпечної ділянки.

## Телекомунікації

### Телефонний стаціонарний зв'язок
Забезпеченість населення квартирними телефонами швидко збільшувалася щороку до 2002 р., потім темп зростання почав скорочуватися, і кількість телефонів стабілізувалася. На 2008 рік цей показник склав 226 телефонів на 1000 осіб, що значно перевищує середній показник за регіоном, відстаючи лише від крайового центру і Березників. На телефонних мережах міста знаходиться в експлуатації 101 таксофонів міського телефонного зв'язку, з них 76 — універсальні міжміські. Єдиним постачальником послуг провідного телефонного зв'язку в місті є компанія Ростелеком.
Дротове радіомовлення в місті припинилося 2010 року.

### Мобільний зв'язок
Інтенсивно розвивається бездротовий радіозв'язок (послуги стільникового зв'язку). Число абонентів GSM в місті до 2010 р. досягла 200 тисяч чоловік (в 2 рази більше ніж населення міста). У Солікамську представлено чотири оператори стільникового зв'язку — Теле 2, МТС, Мегафон і Білайн. Всі вони забезпечують стабільний прийом сигналу мережі в межах міста. Оператори МТС, Мегафон і Білайн пропонують своїм абонентам послуги мобільного зв'язку і широкосмугового передачі даних в сучасному стандарті 3G, поряд зі стандартом GSM.
Найрозвиненіші центри мобільного зв'язку — Євромережа і Зв'язковий.

### Доступ до мережі Інтернет
В Солікамську послуги доступу до мережі Інтернет надають такі провайдери: ВАТ «Мегафон», ВАТ «Ростелеком», ВАТ «МТС» під брендом МТС. З 2011 року послуги доступу до мережі інтернету для корпоративних клієнтів, а з 2012 року і фізичних осіб, надає ЗАТ «Урал-Транстелеком». Доступ до Інтернету здійснюється за допомогою комутованих (Dial-UP, ADSL) і виділених з'єднань. Кількість абонентів широкосмугового доступу становить понад 30 тисяч.
Оператори «великої трійки»: Білайн, МТС і Мегафон також надають послуги мобільного зв'язку 3-го покоління (3G), що значно збільшило проникнення широкосмугового доступу до Інтернету останніми роками.

## Соціальна інфраструктура

### Освіта
Загальна кількість державних і муніципальних денних і загальноосвітніх установ — 20.
Мережа освіти міста охоплює всі рівні: від дошкільної освіти до вищої. Солікамський державний педагогічний інститут існує в статусі філії ПДНДУ (Пермський державний національний дослідницький університет), діє 6 середніх спеціальних навчальних закладів, найстаршими з яких є педагогічний коледж (раніше — Соликамская жіноча гімназія) і філія Березниківського медичного училища. Є дві гімназії. Велика увага приділяється дошкільній освіті. Число місць в дошкільних освітніх установах зростає щороку, і до 2009 року воно досягло 5336.

### Охорона здоров'я
Послуги медичного характеру населенню міста надаються лікувально-профілактичними установами, потужність яких 1,4 тис. лікарняних ліжок та 2,2 тис. відвідувань за зміну в установах амбулаторно-клінічного типу. У сумі в цих установах працюють 342 лікаря всіх спеціальностей. Всього в галузі охорони здоров'я та надання соціальних послуг працює 2585 чоловік.
Протягом року в місті реалізувалися муніципальні програми «Репродуктивне здоров'я населення м. Солікамська на 2008—2011 рр.» і «Розвиток служби анестезіології та реанімації м. Солікамська на 2007—2009 рр.». Крім цього, по національному проекту «Здоров'я» залучено коштів в сумі 56,8 млн руб. (2008 року — 63,9 млн руб.).

### Туризм

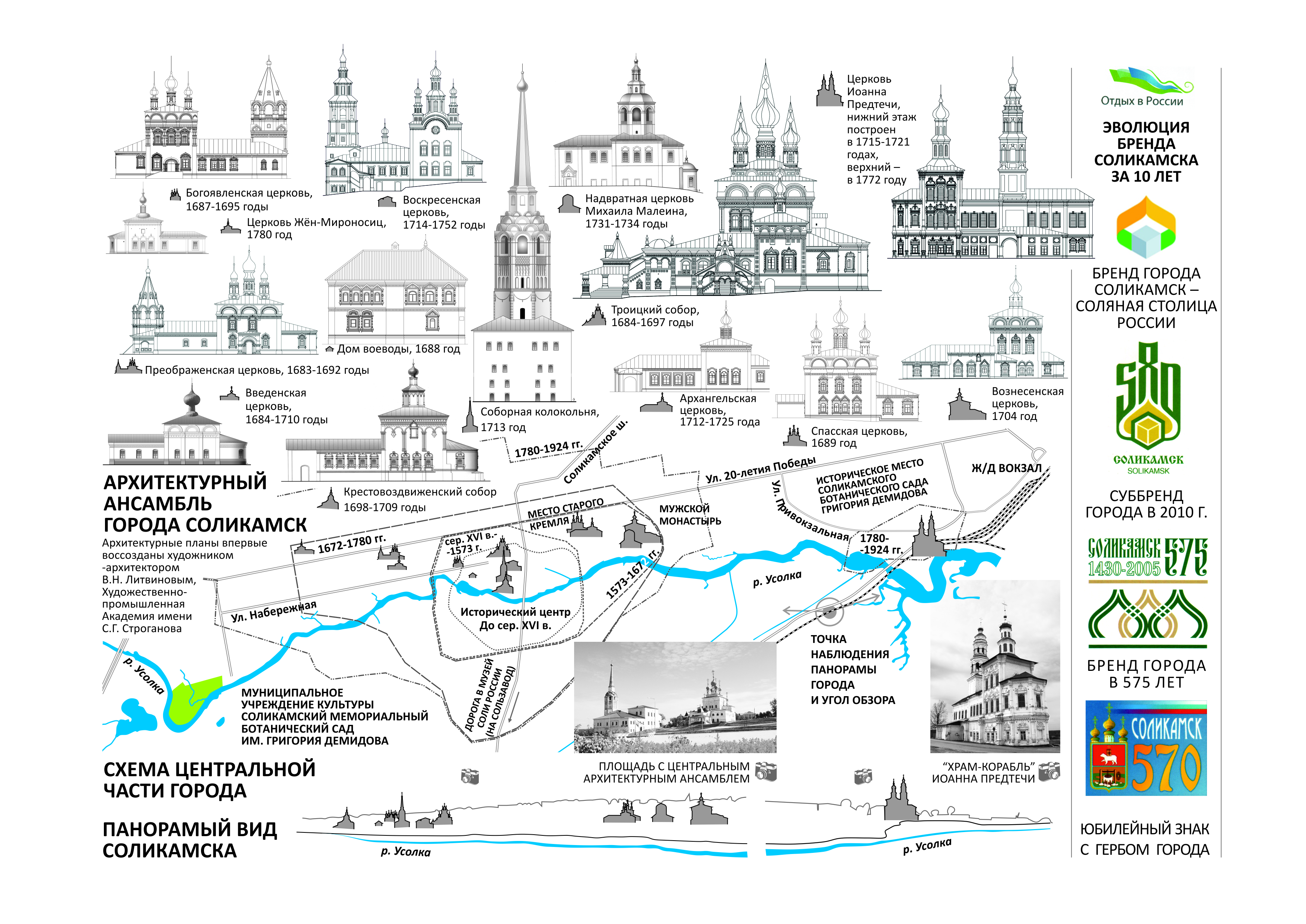
Пам'ятки і бренди міста Солікамська (2010 р). Джерело:

1970 року місто було включене до списку історичних міст, в якому налічується 67 пам'яток історії культури, 26 архітектурних пам'яток (з них 23 — федерального значення), серед яких провідне місце займає Троїцький собор. У місті міський краєзнавчий музей з багатими колекціями монет, ікон і інших експонатів, відомчі музеї ВАТ «Уралкалій», ВАТ «Соликамскбумпром», ВАТ СМЗ.
З 2005 року на території «Музею історії солі» проходить фестиваль ковальської майстерності «Вогні Гефеста». З 2010 року місто позиціонує себе як «Солікамск — соляна столиця Росії».
1994 року в Солікамську заснований «Меморіальний ботанічний сад Григорія Демидова». Щорічно сад відвідують до 8 тис. гостей. 2008 року місто Солікамськ відвідали за офіційними даними понад 10 тис. людей.
2011 року в Солікамську з'явився екскурсійний маршрут «Зелена лінія».

## Засоби масової інформації
Кабельне телебачення
- «Солікамськ ТВ» — в структурі холдингу «Солікамськ-МЕДІА». solnews.ru
- «Сіль ТВ».

### Газети
- «Солікамський робочий» — суспільно-політична газета в структурі холдингу «Солікамськ-МЕДІА».
- «Наш Солікамськ» — приватна щотижнева газета.
- «ГородОК на Каме» — приватна щотижнева газета.
- «Бумажник» — корпоративна газета ВАТ «Соликамскбумпром».
- «Магниевик» — корпоративна газета ВАТ «Солікамський магнієвий завод».

### FM радіомовлення
- 93,1 МГц — DFM
- 94,3 МГц — Comedy Radio
- 95,1 МГц — Радио 7
- 95,9 МГц — Ретро FM
- 96,3 МГц — Піонер FM
- 97,4 МГц — план Авторадіо
- 97,0 МГц — Love радіо
- 97,8 МГц — Радіо Дача
- 98,3 МГц — Радіо Рекорд
- 99,1 МГц — Радіо Сіль ФМ
- 99,5 МГц — Дорожнє радіо
- 100,5 МГц — Солікамськ ФМ
- 106,0 МГц — Камська хвиля

### Телебачення
- Первый канал
- Россия 1 / ГТРК «Пермь»
- РЕН ТВ
- НТВ
- Пятый канал / Урал-Информ ТВ
- ТНТ
- СТС
- Звезда
- СТС Love
- Ю
- Disney
- Россия К
- Перший мультиплекс РТРС-1
- Другий мультиплекс РТРС-2
- Карусель

## Галереї

### Галерея. Сучасні види

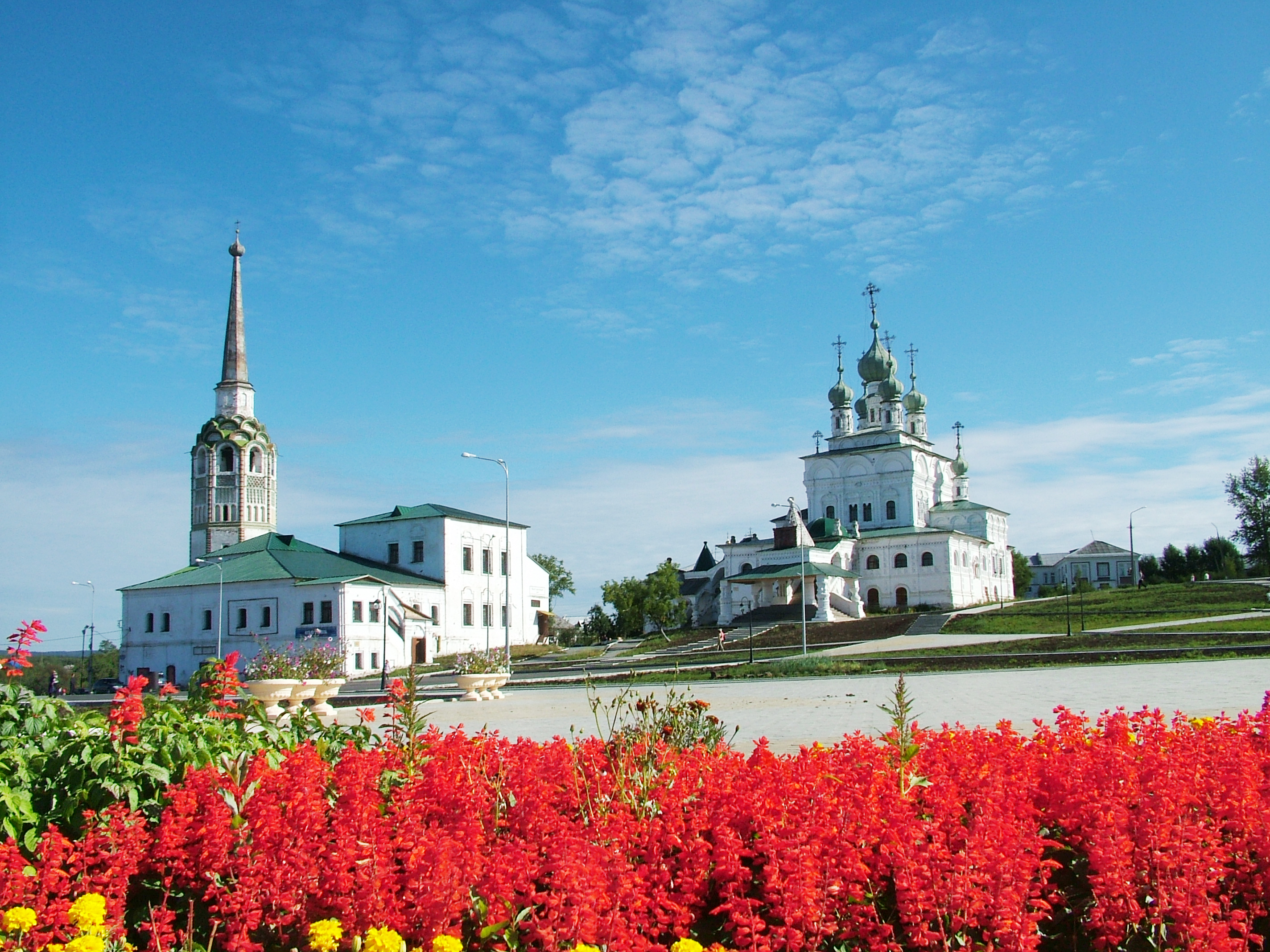
Історичний центр міста Солікамськ
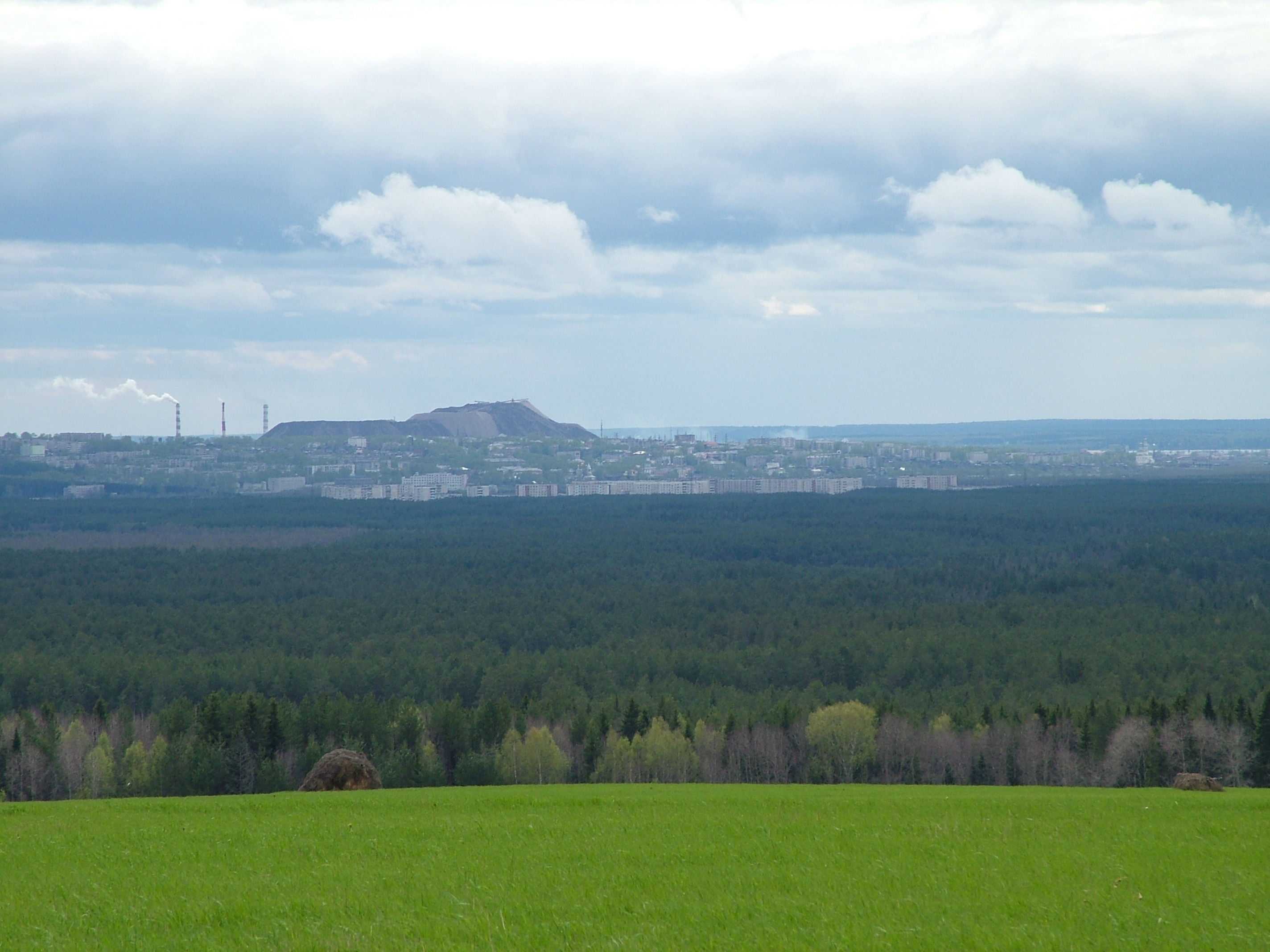
Вид з північного височини на місто Солікамськ
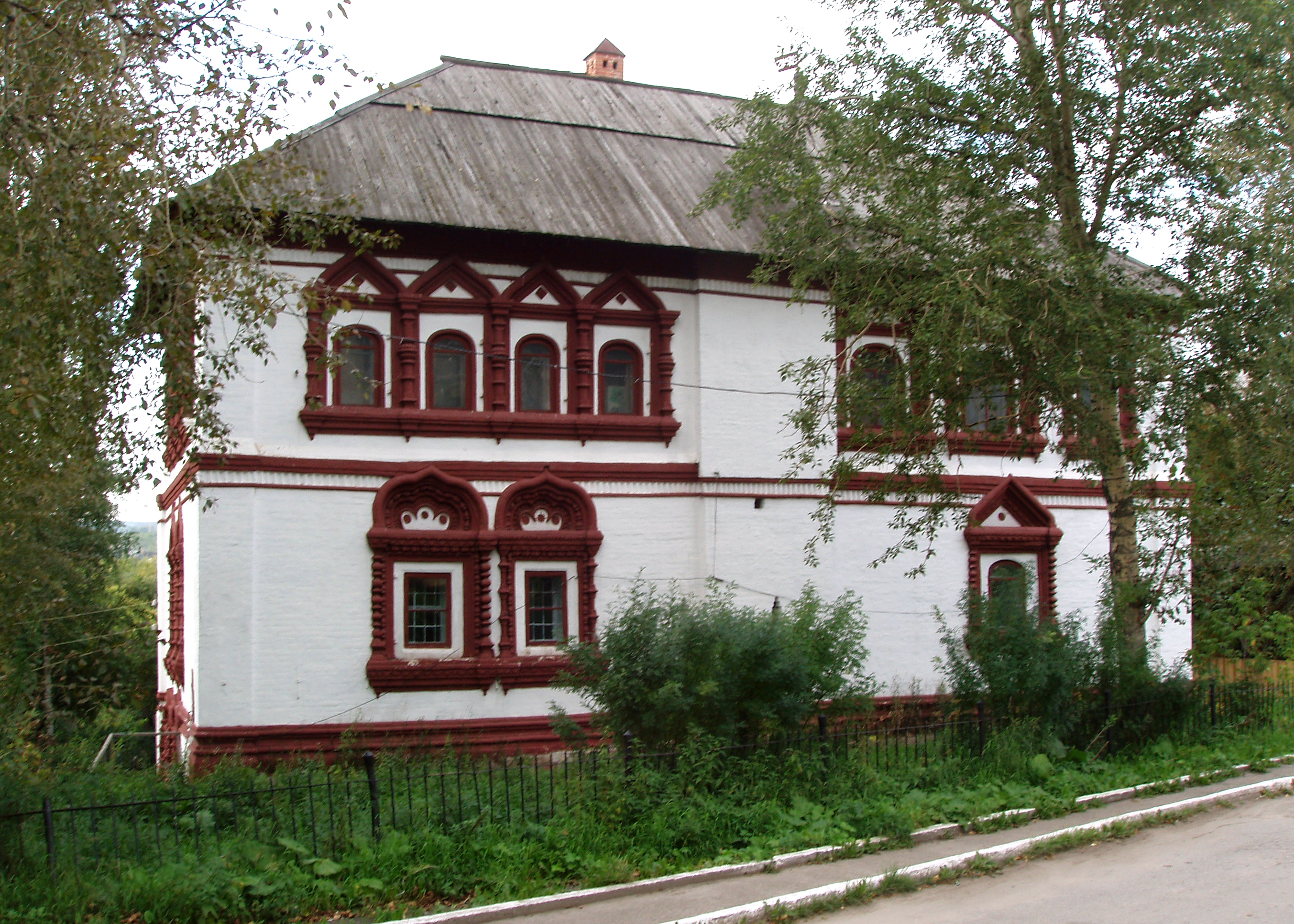
Будинок воєводи в Солікамську
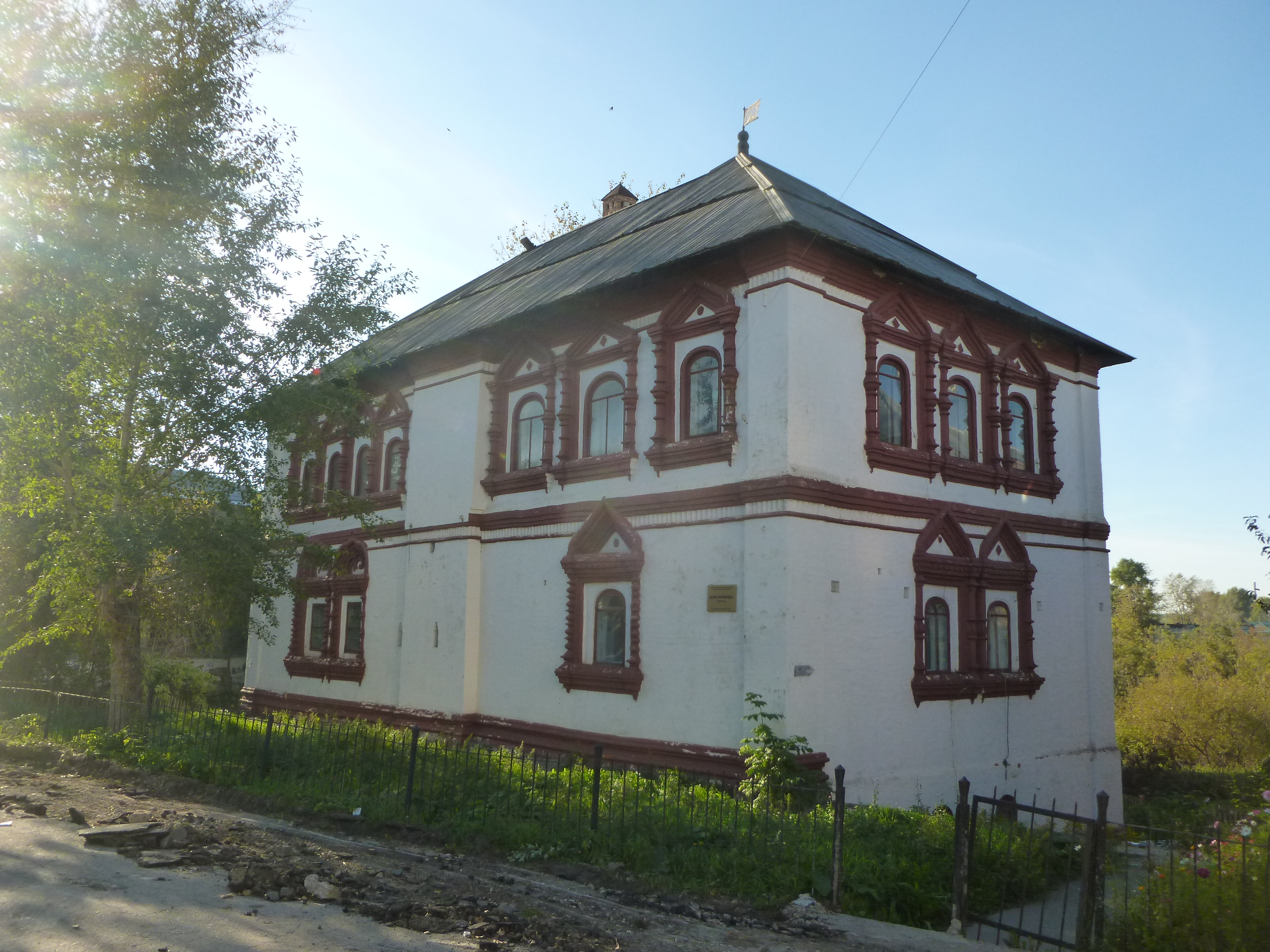
Будинок воєводи.
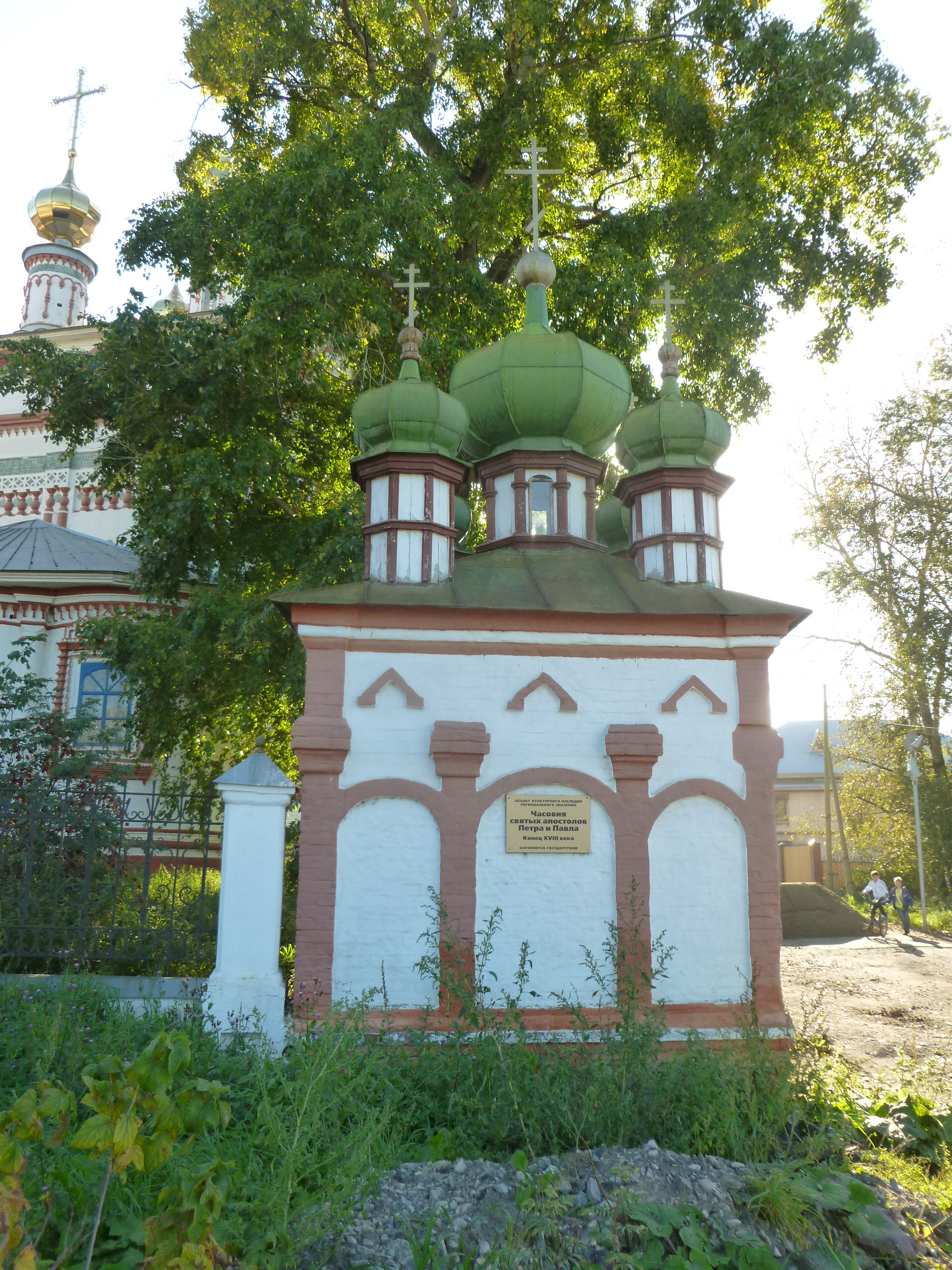
Каплиця апостолів Петра і Павла
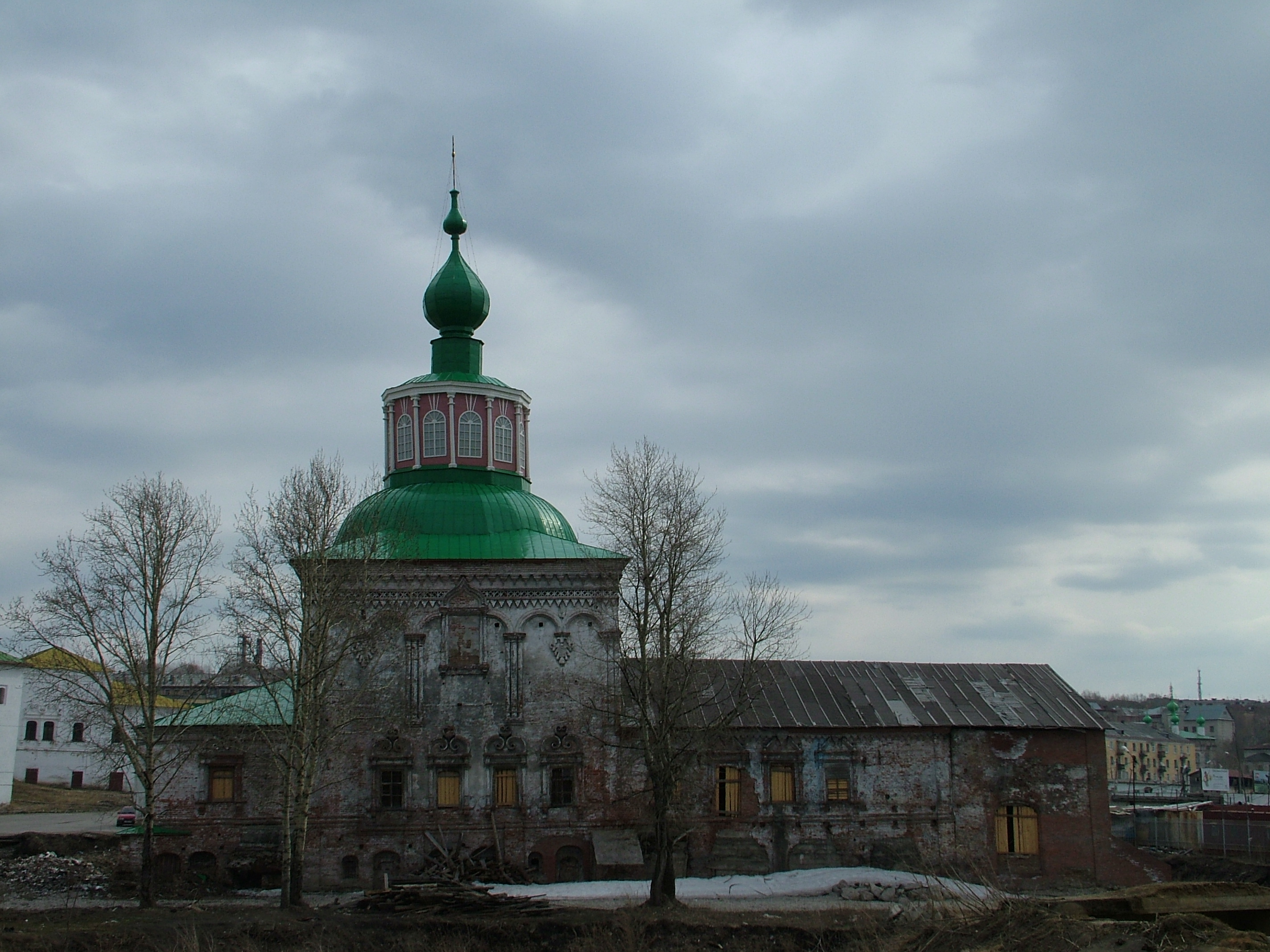
Хрестовоздвиженський собор (1698—1702) з новою надбудовою
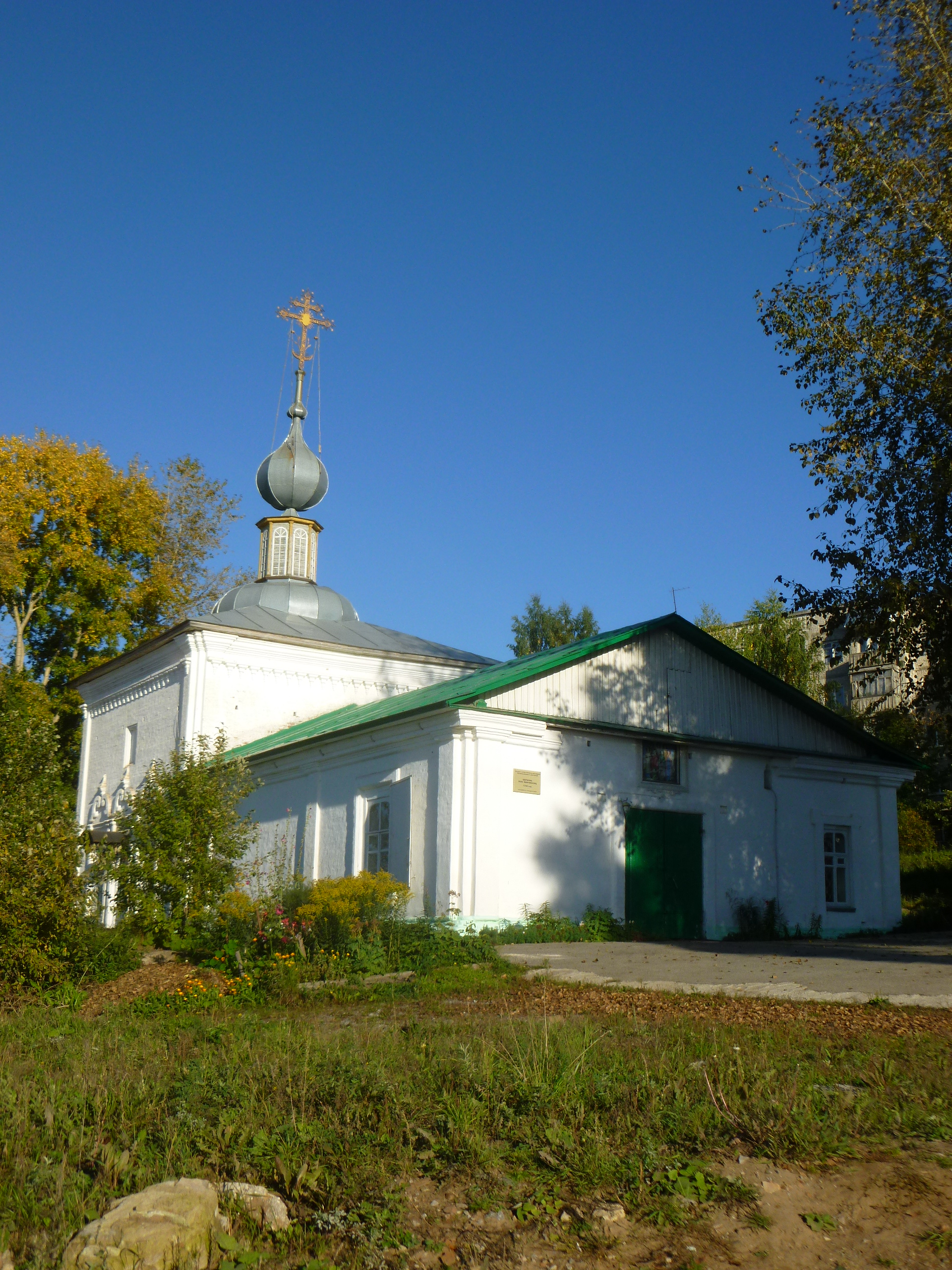
Церква Дружин Мироносиць
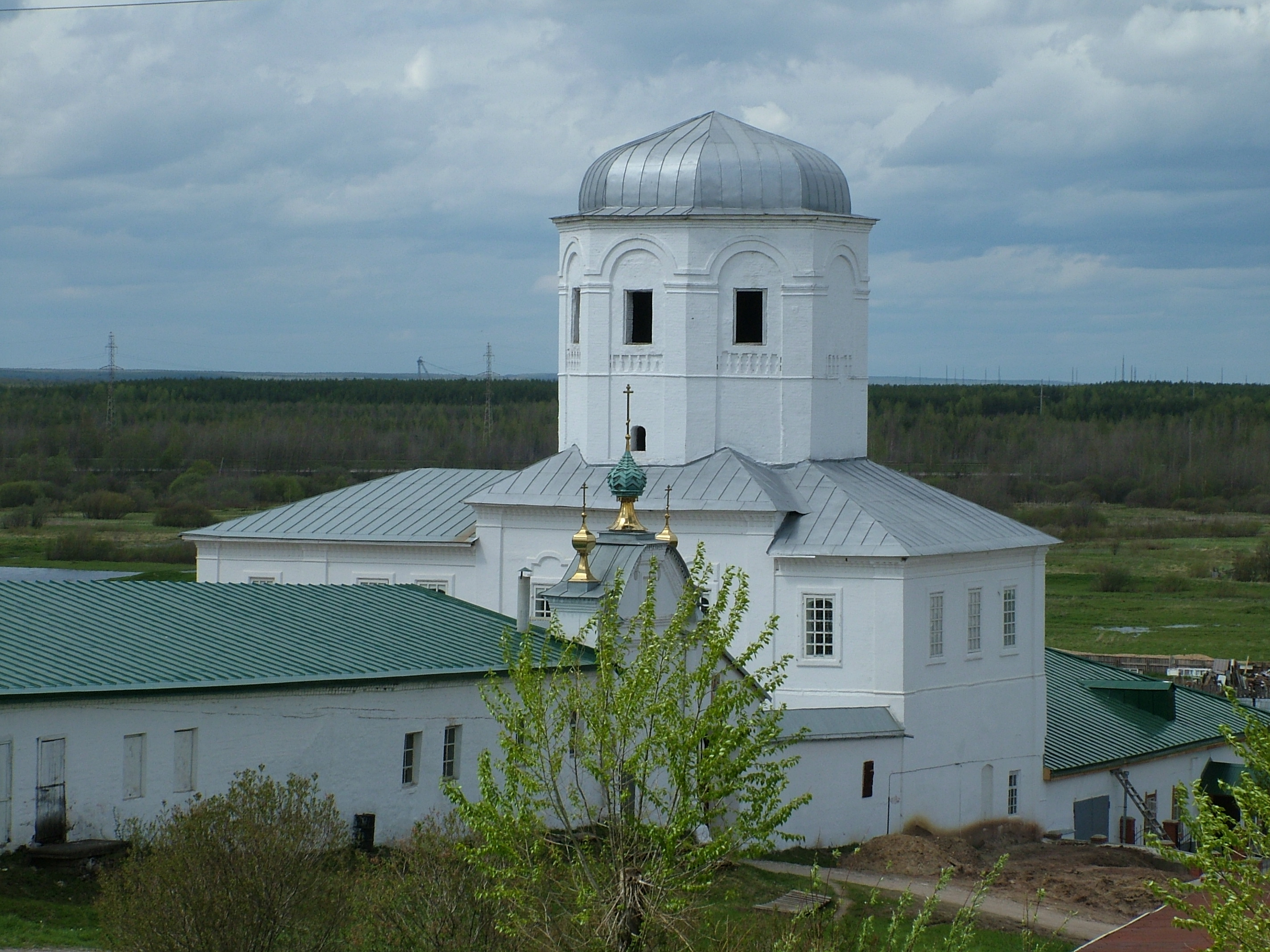
Відреставрована Церква Михайла Кузнєцової (Вознесенська) (1734). Місто Солікамск
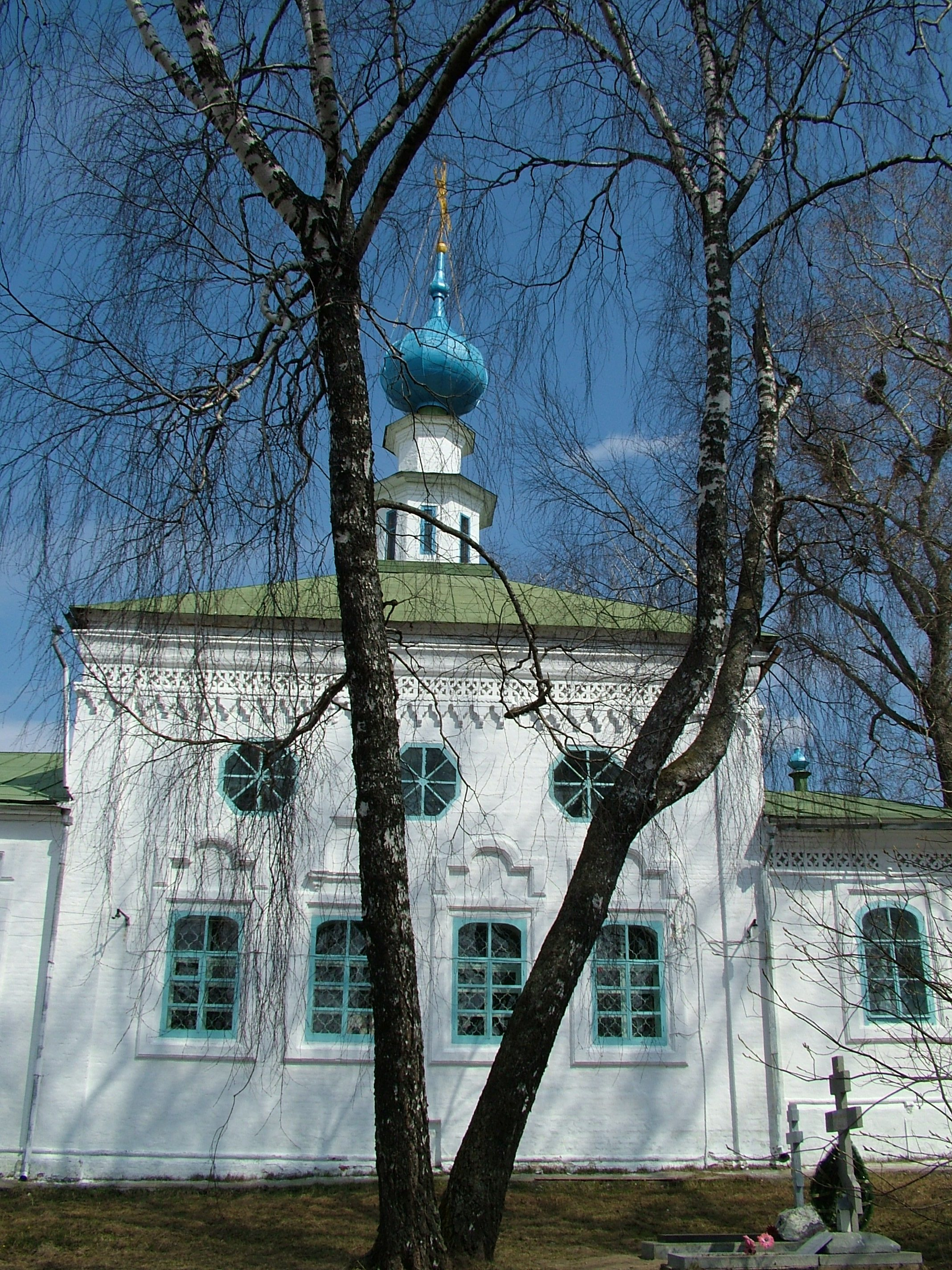
с. Городище. Знаменська церква (1750—1780). Солікамський район
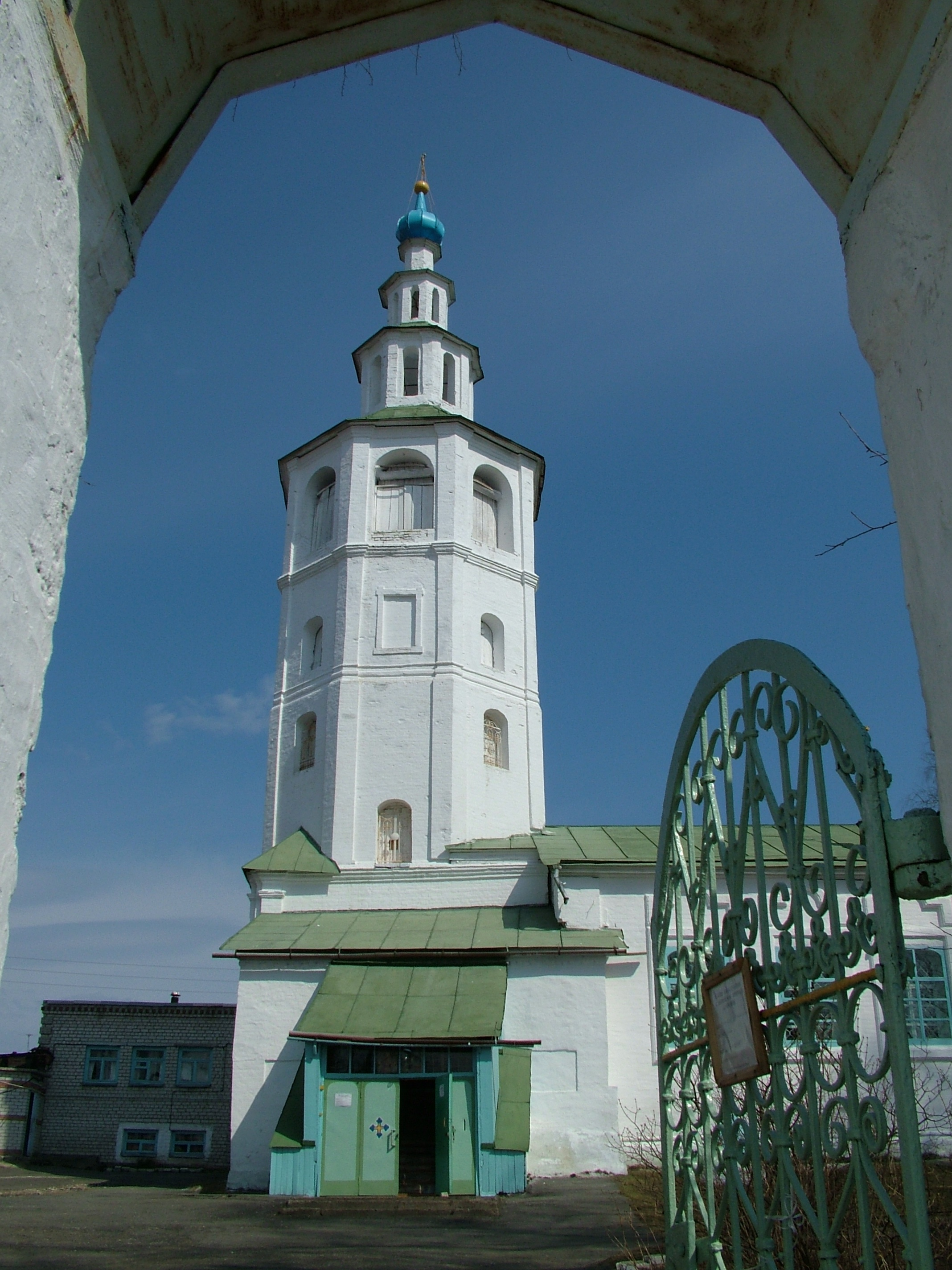
с. Городище. Багатоярусна дзвіниця Знам'янської церкви (1750—1780)
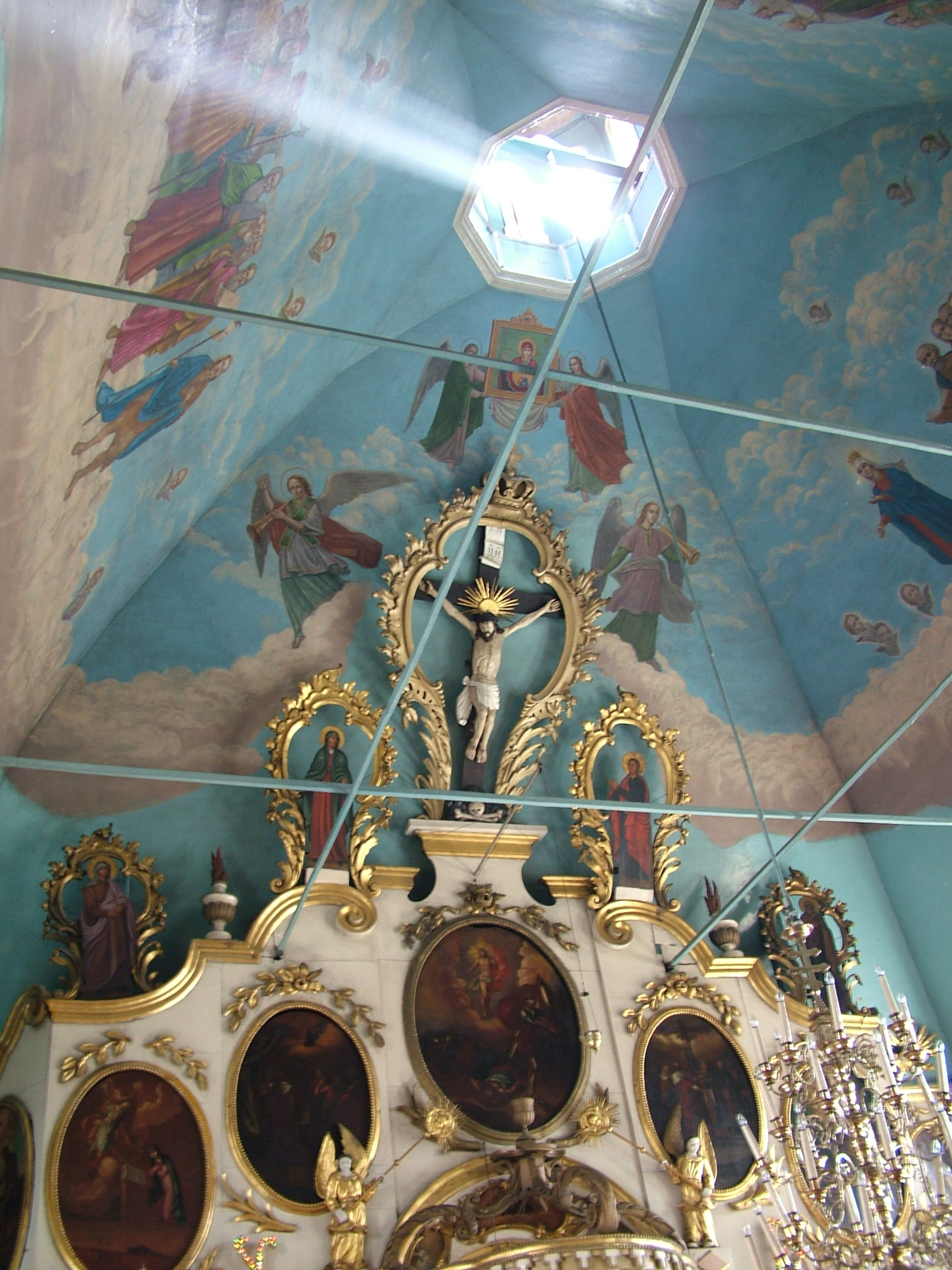
с. Городище. Фрагмент дерев'яного іконостасу Знам'янської церкви

### Галерея 2003 року

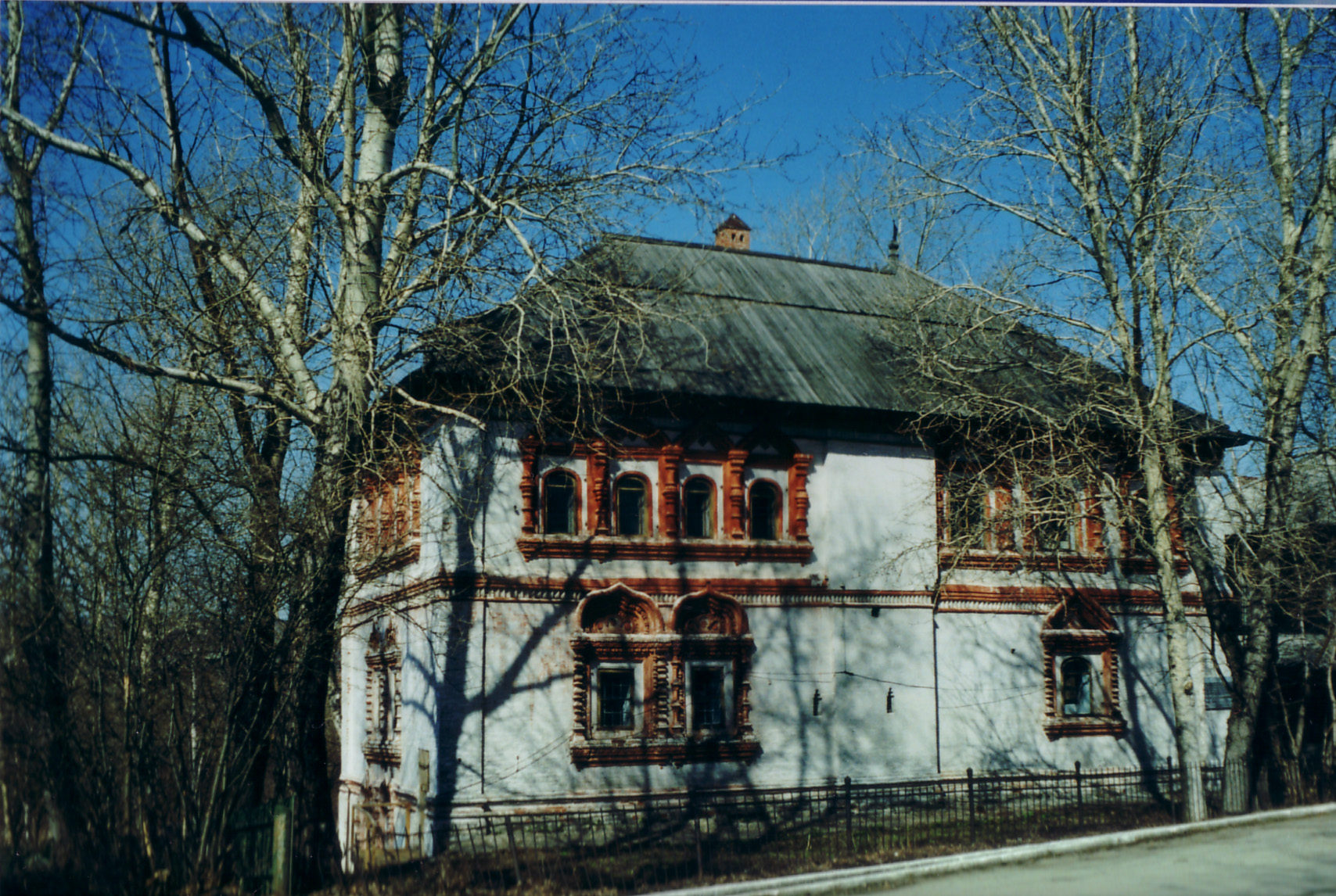
Будинок Воєводи.
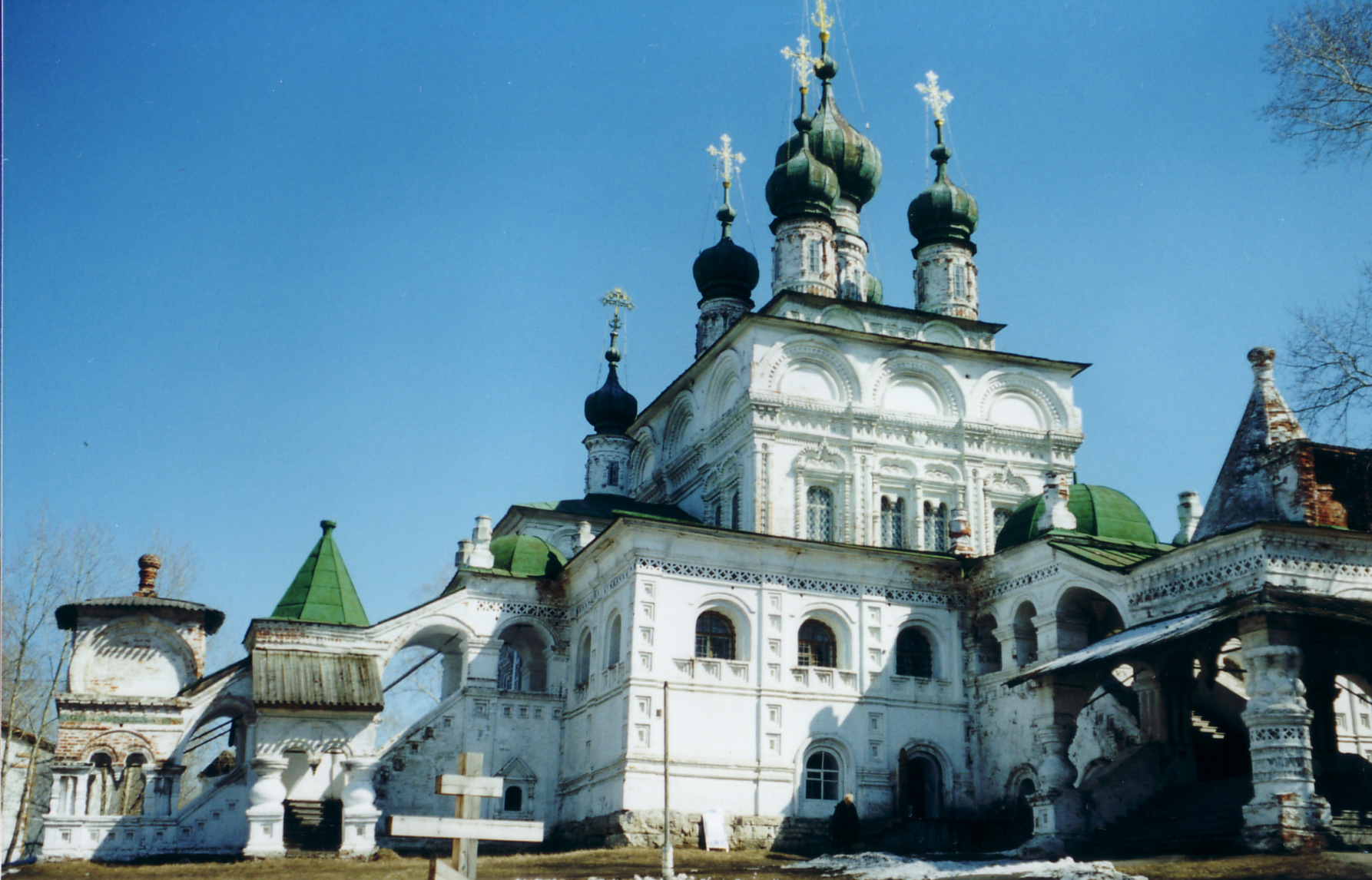
Загальний вигляд Троїцького собору (1685—1697).
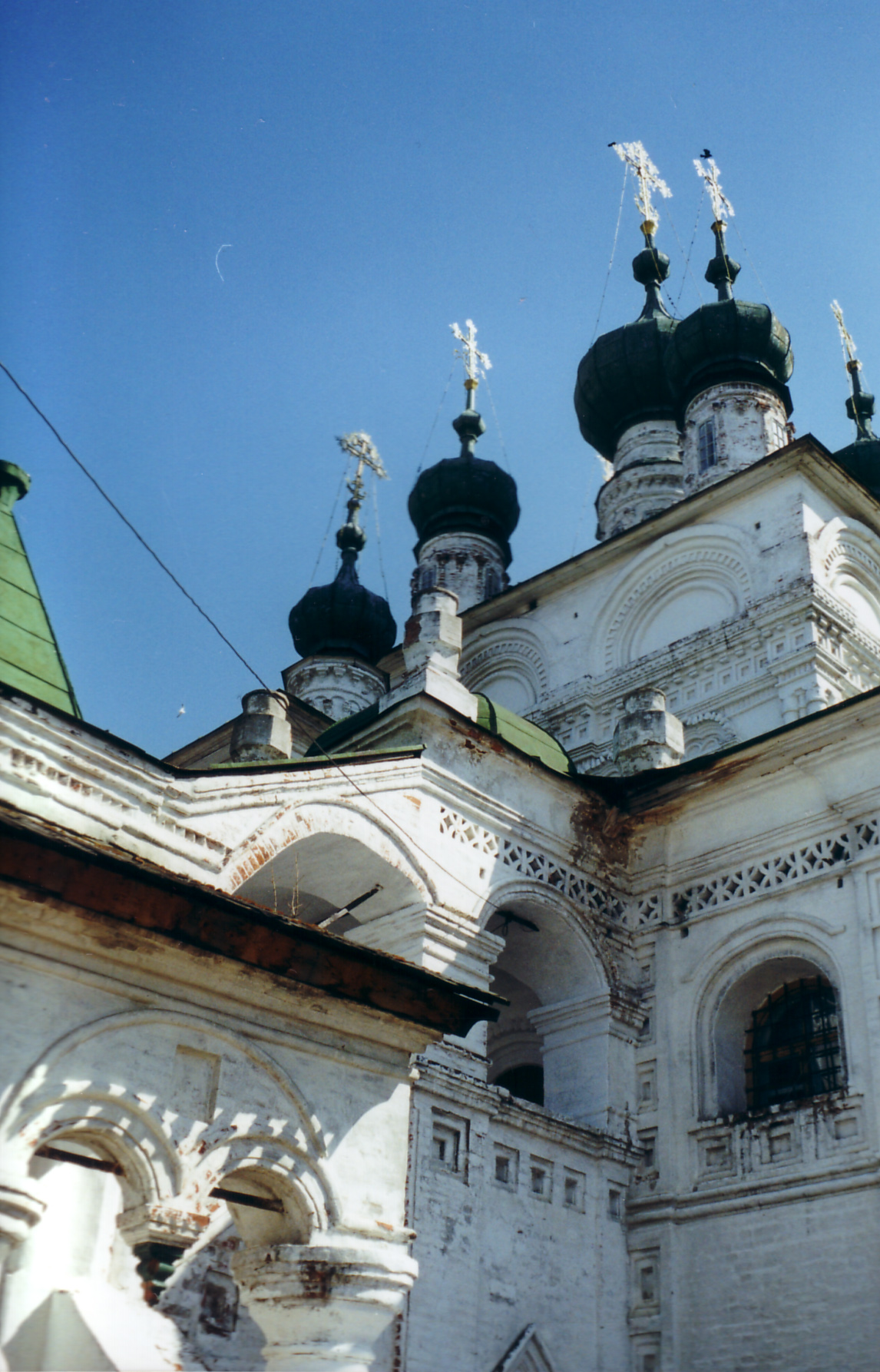
Фасад Троїцького собору (1685—1697).
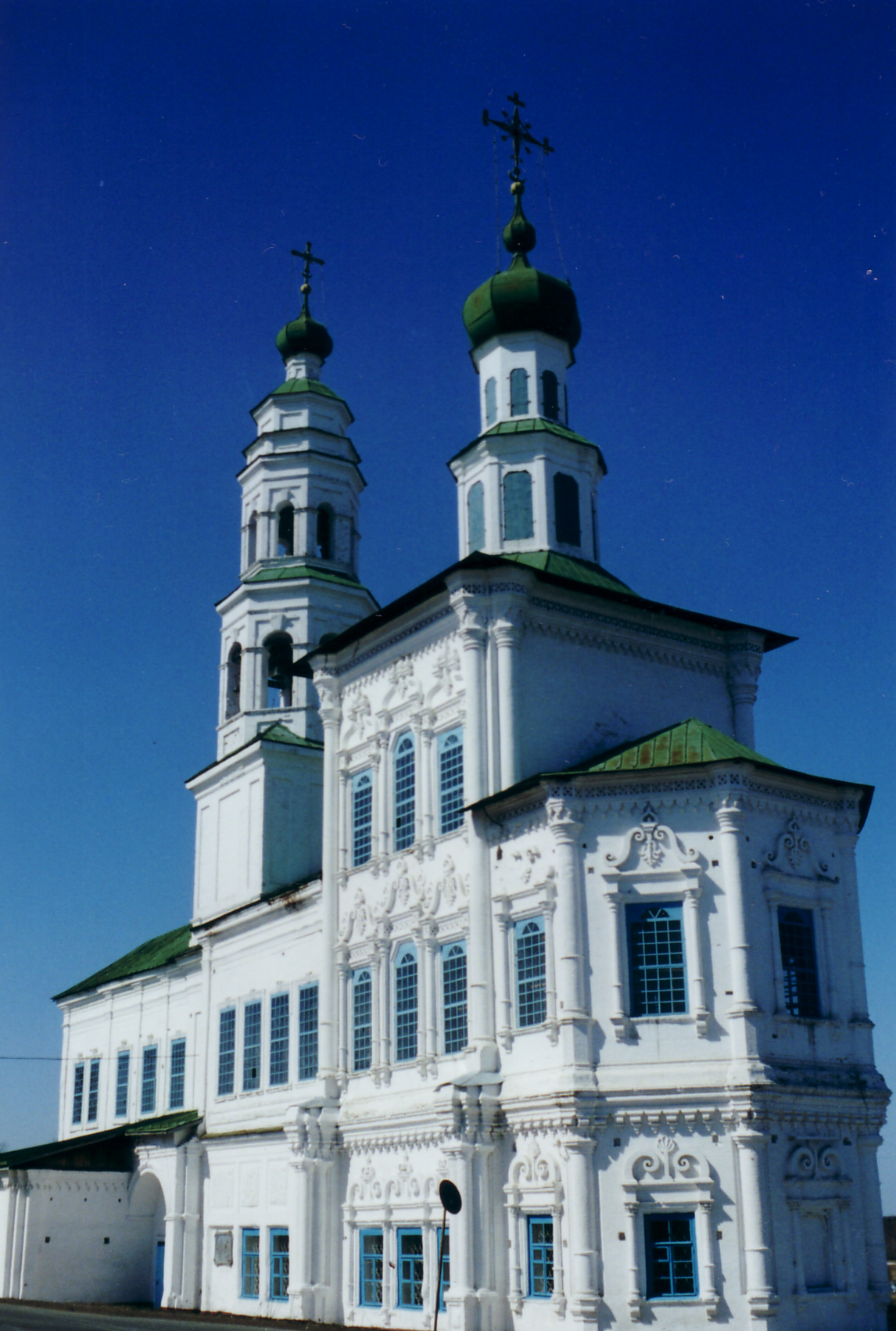
Церква-корабель Іоанна Предтечі (1721).
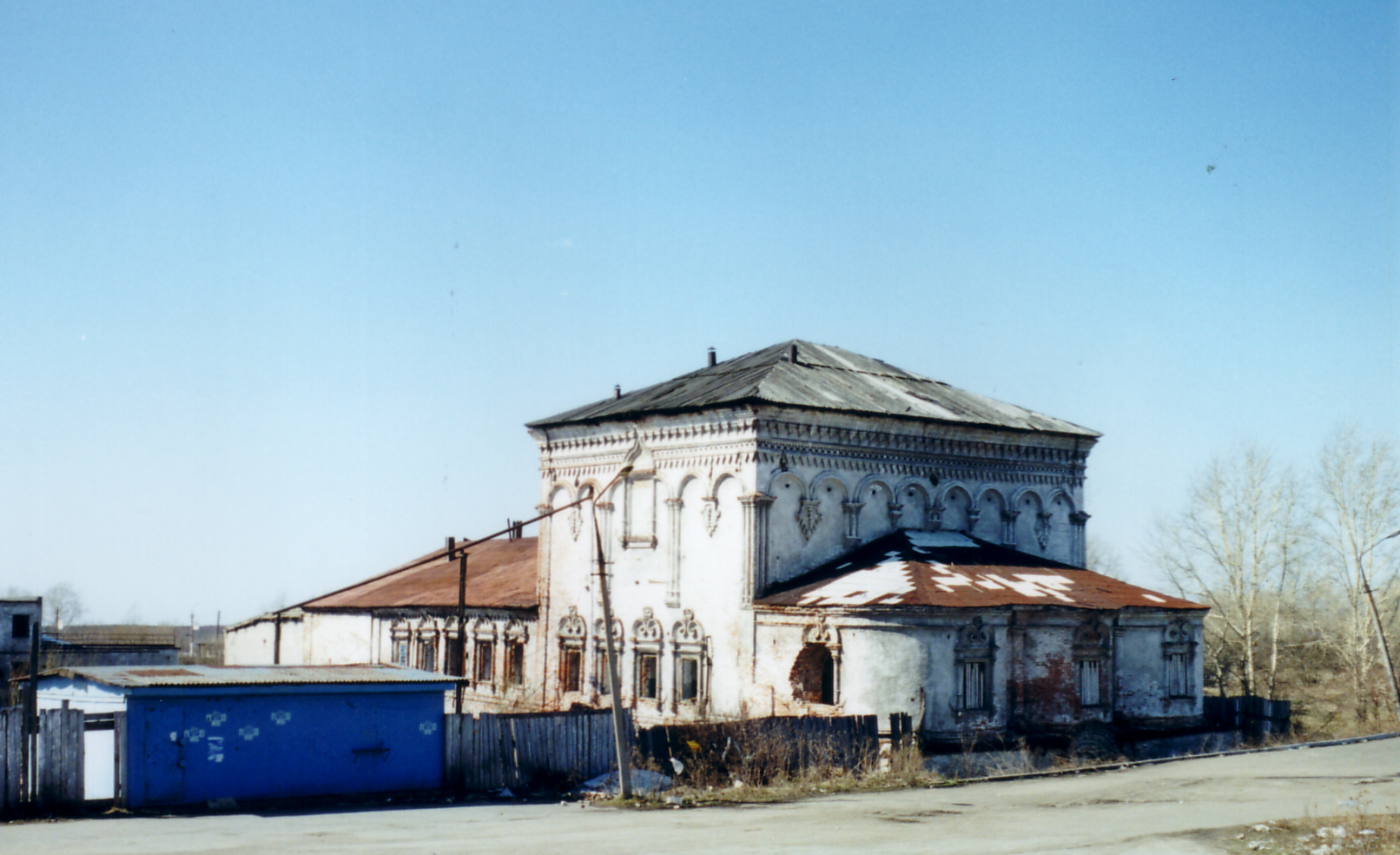
Хрестовоздвиженський Собор (1698—1702) до реконструкції.
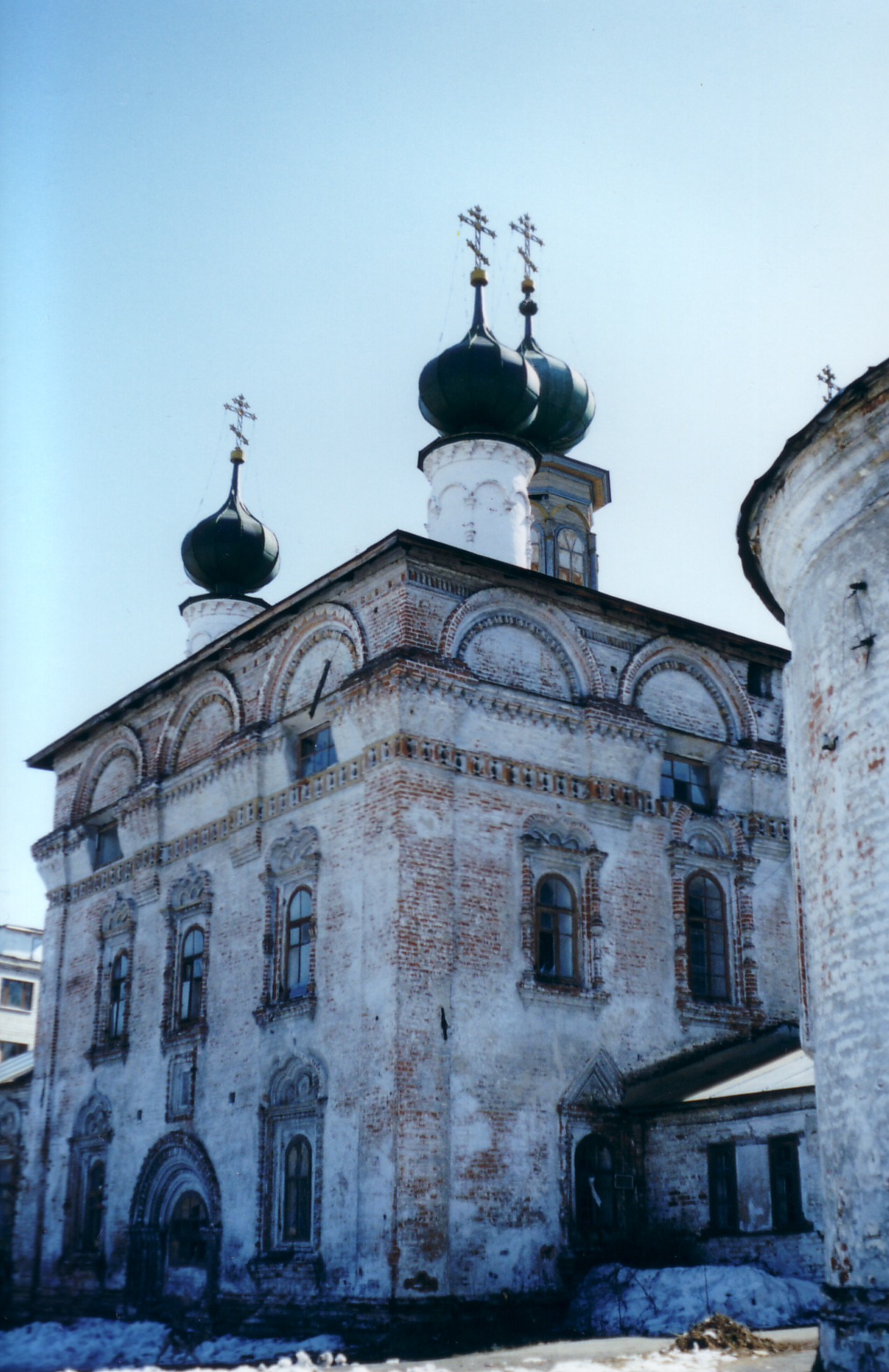
Спаська церква (1689) до реставрації, 2003 рік.
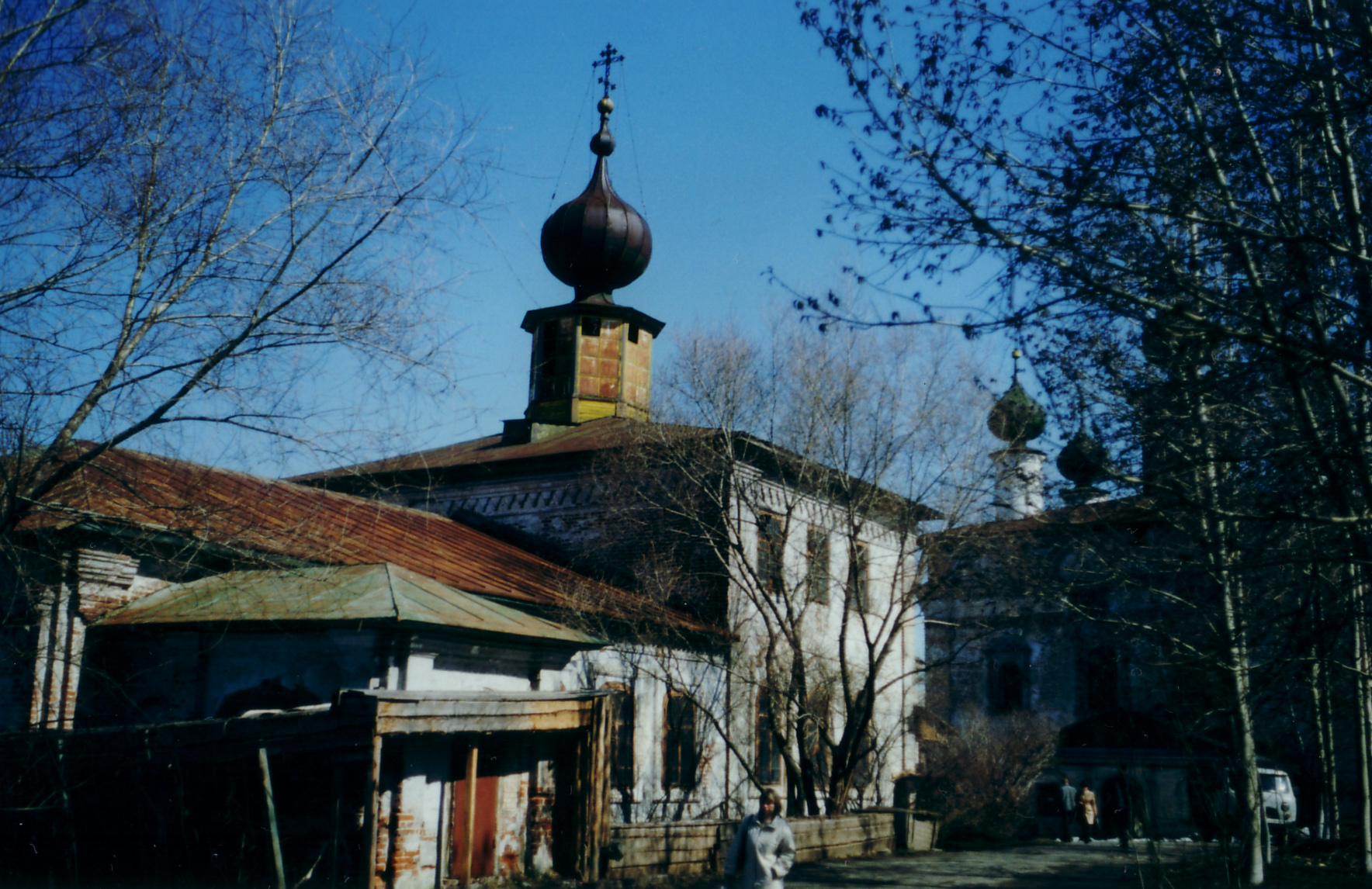
Архангельська церква (1725), 2003 рік.
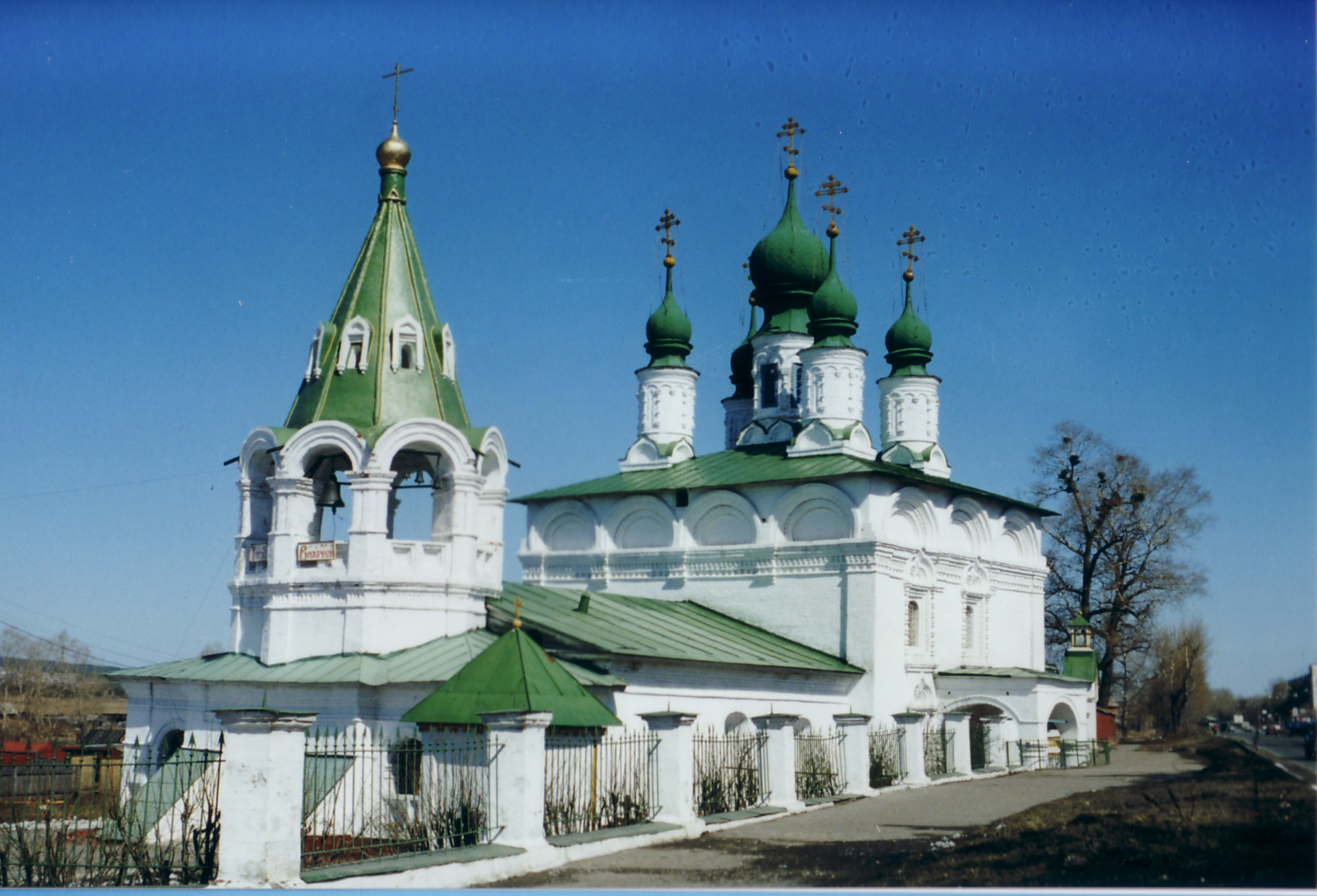
Преображенська церква (1683—1690).
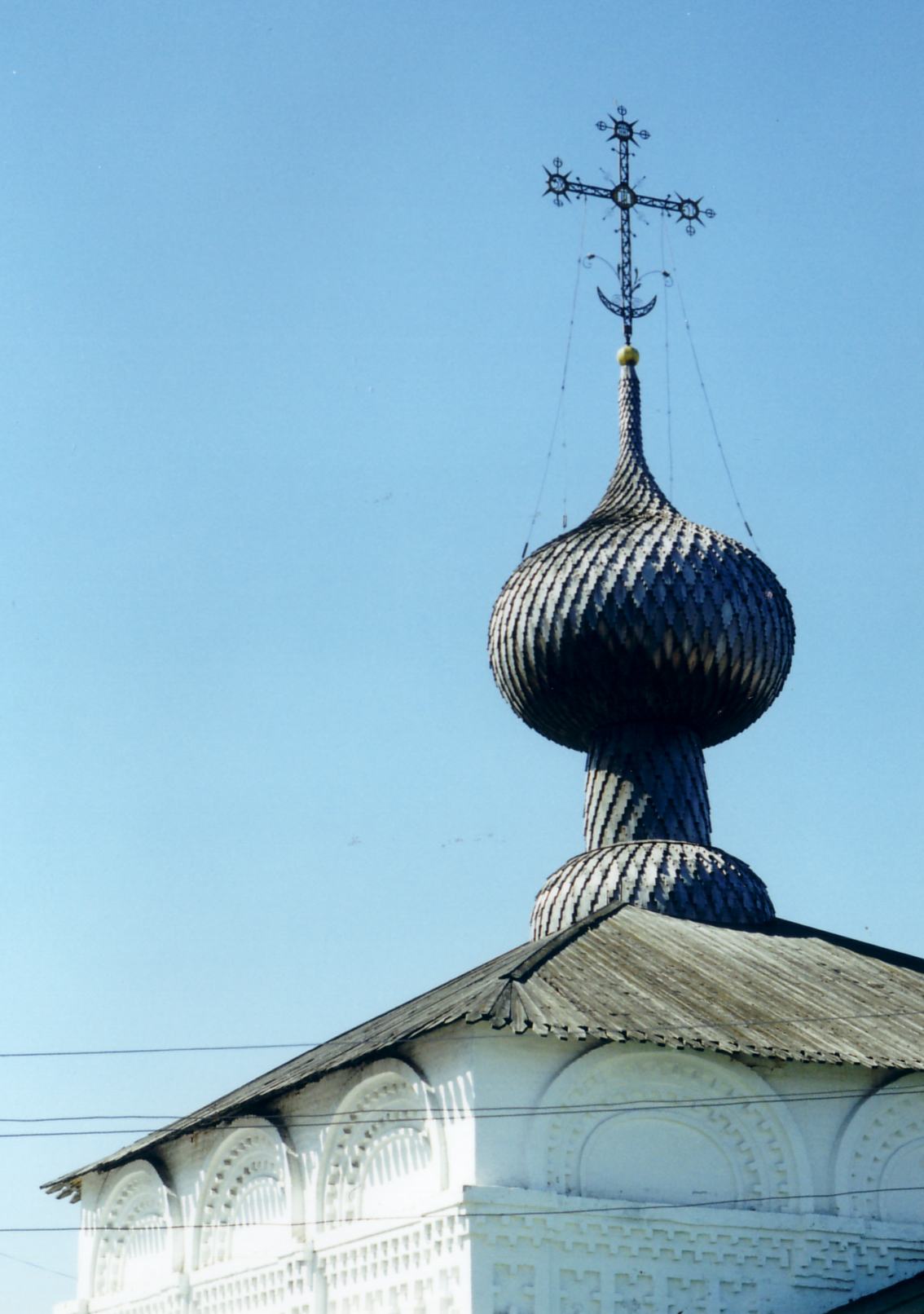
Глава Введенської церкви (1687—1695).
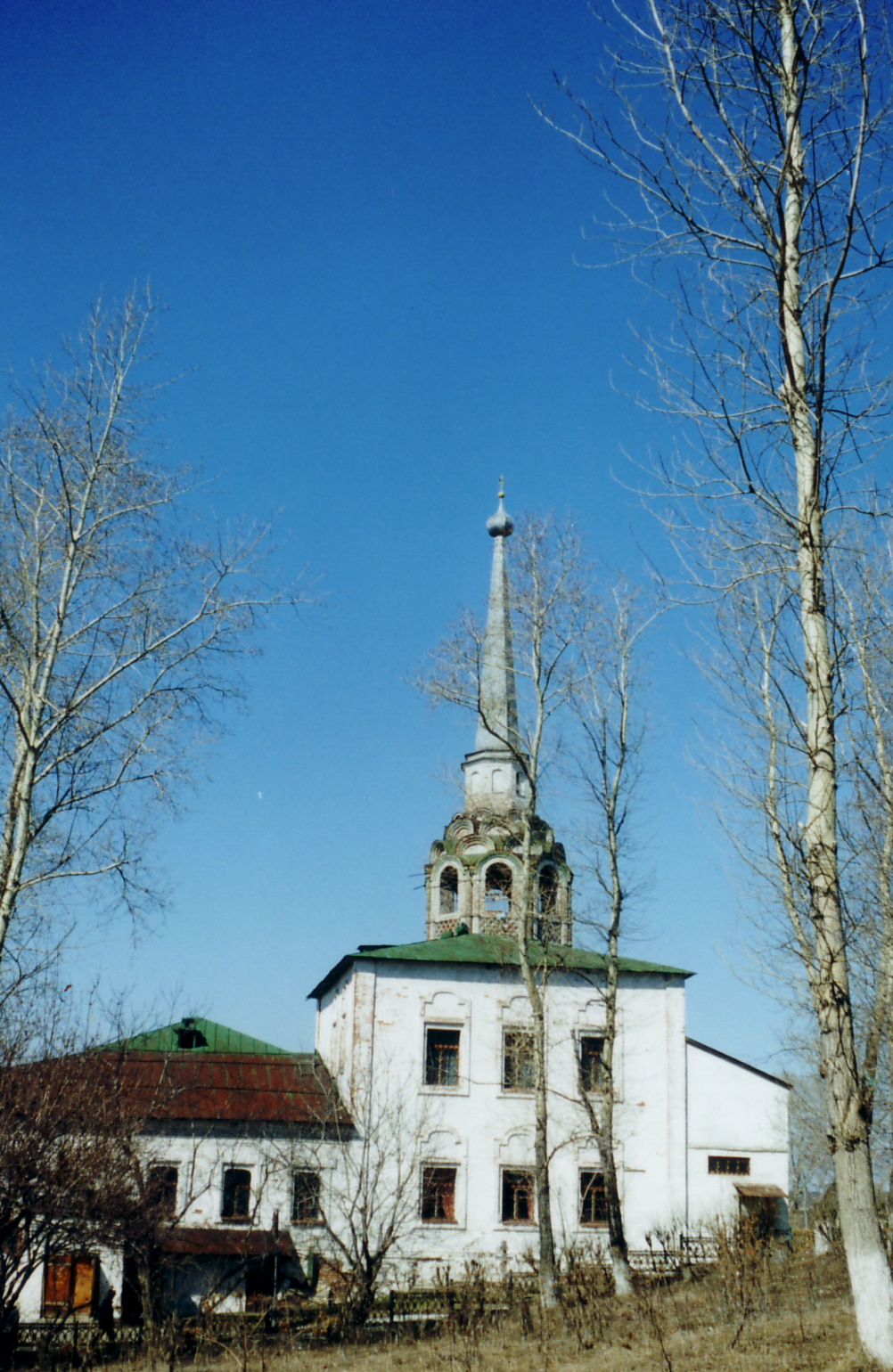
Воскресенсько-Різдвяна церква (1714—1752). Загальний вигляд. На задньому фоні — Соборна дзвіниця.
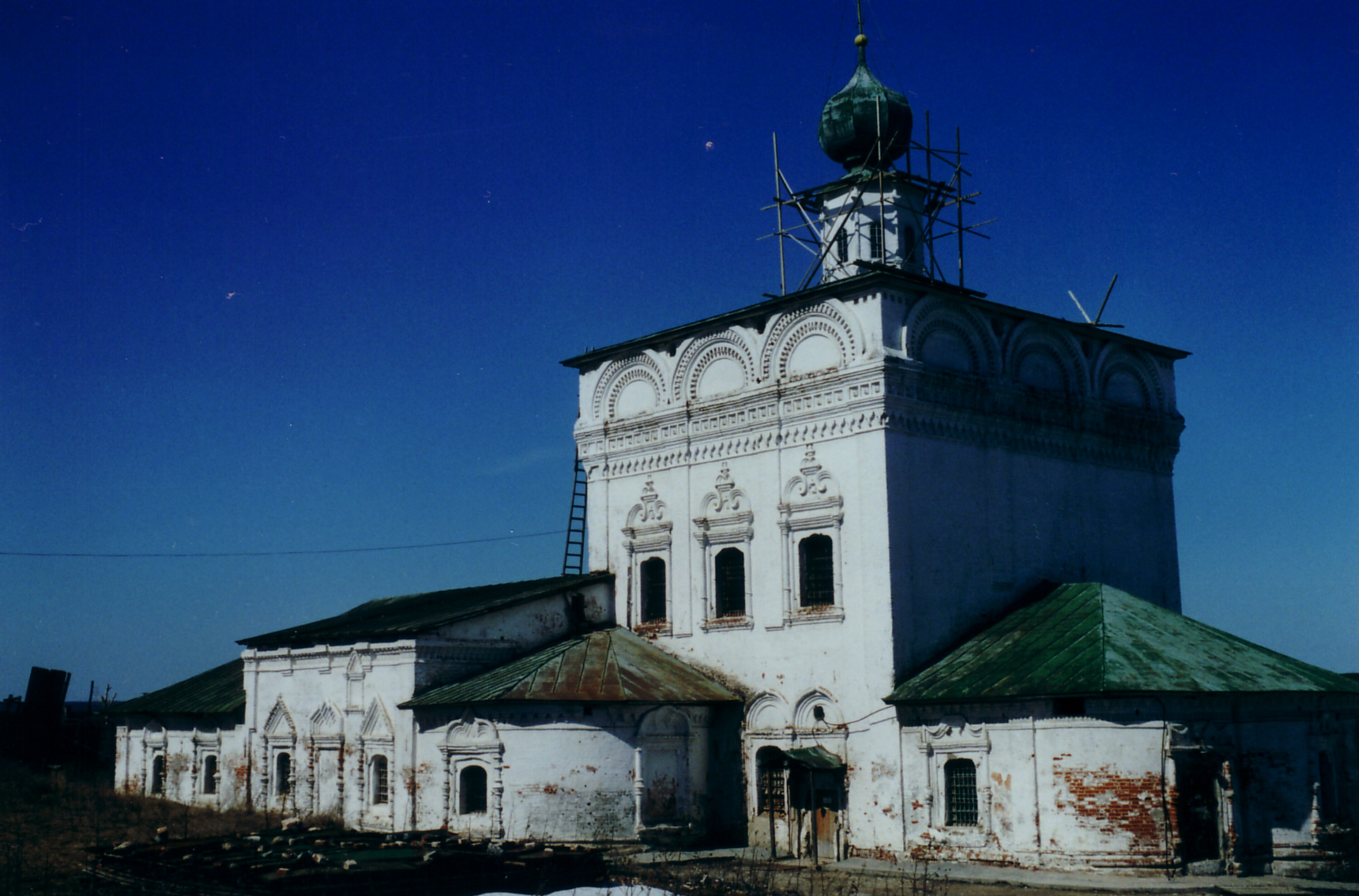
Вознесенська (Свято-Троїцька) церква (1704).
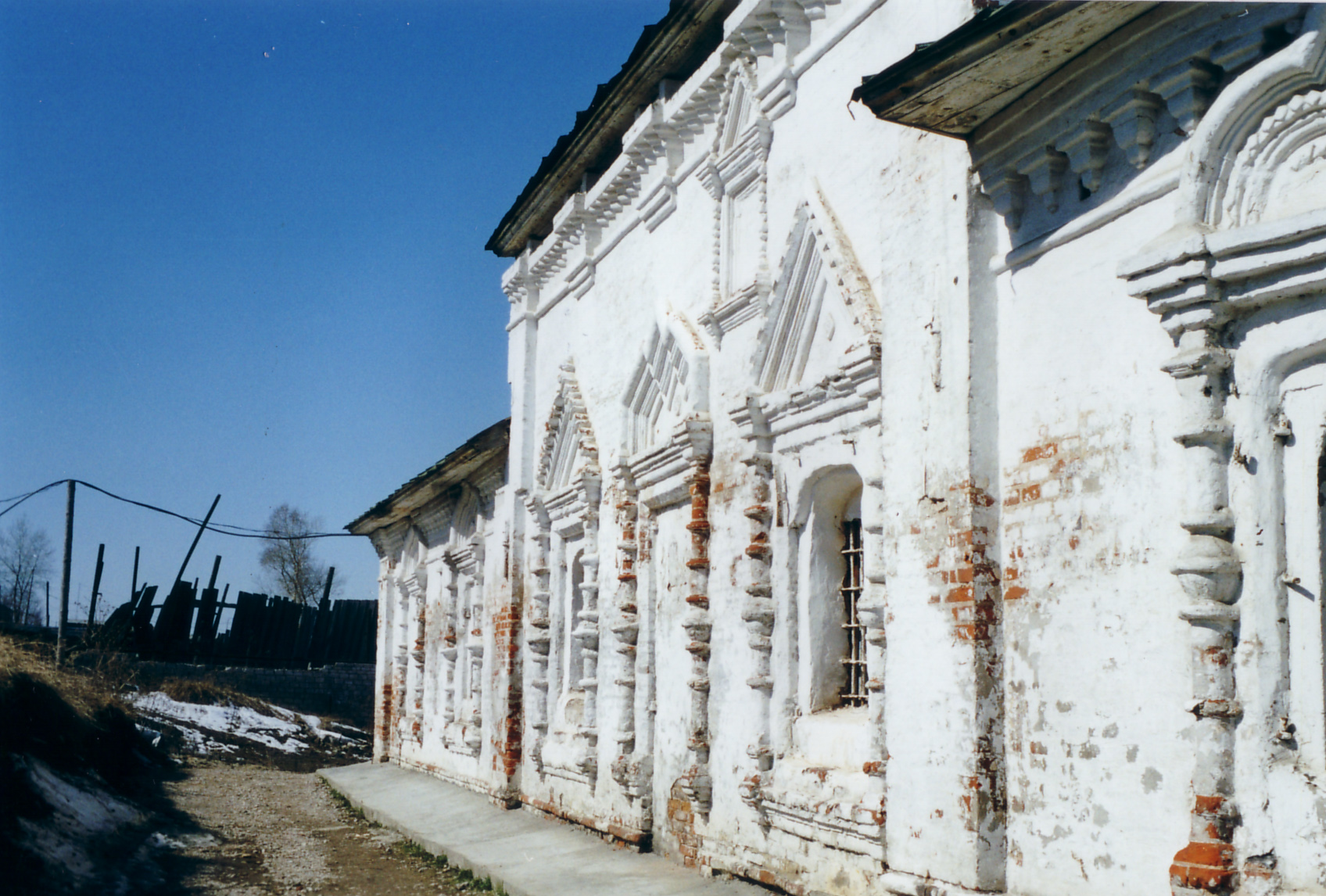
Фасад Вознесенської (Свято-Троїцької) церкви (1704).
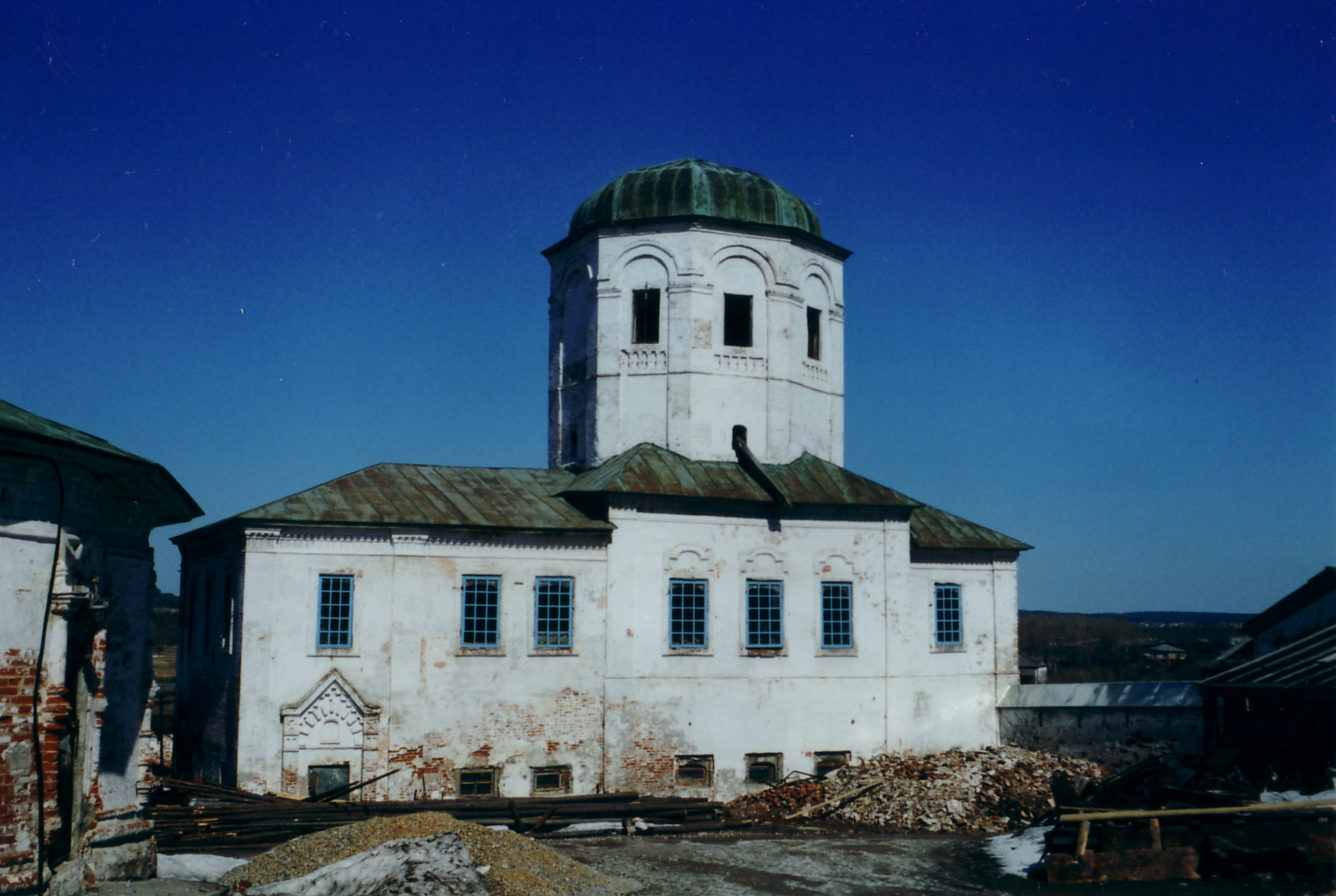
Церква Михайла Кузнєцової (1734).
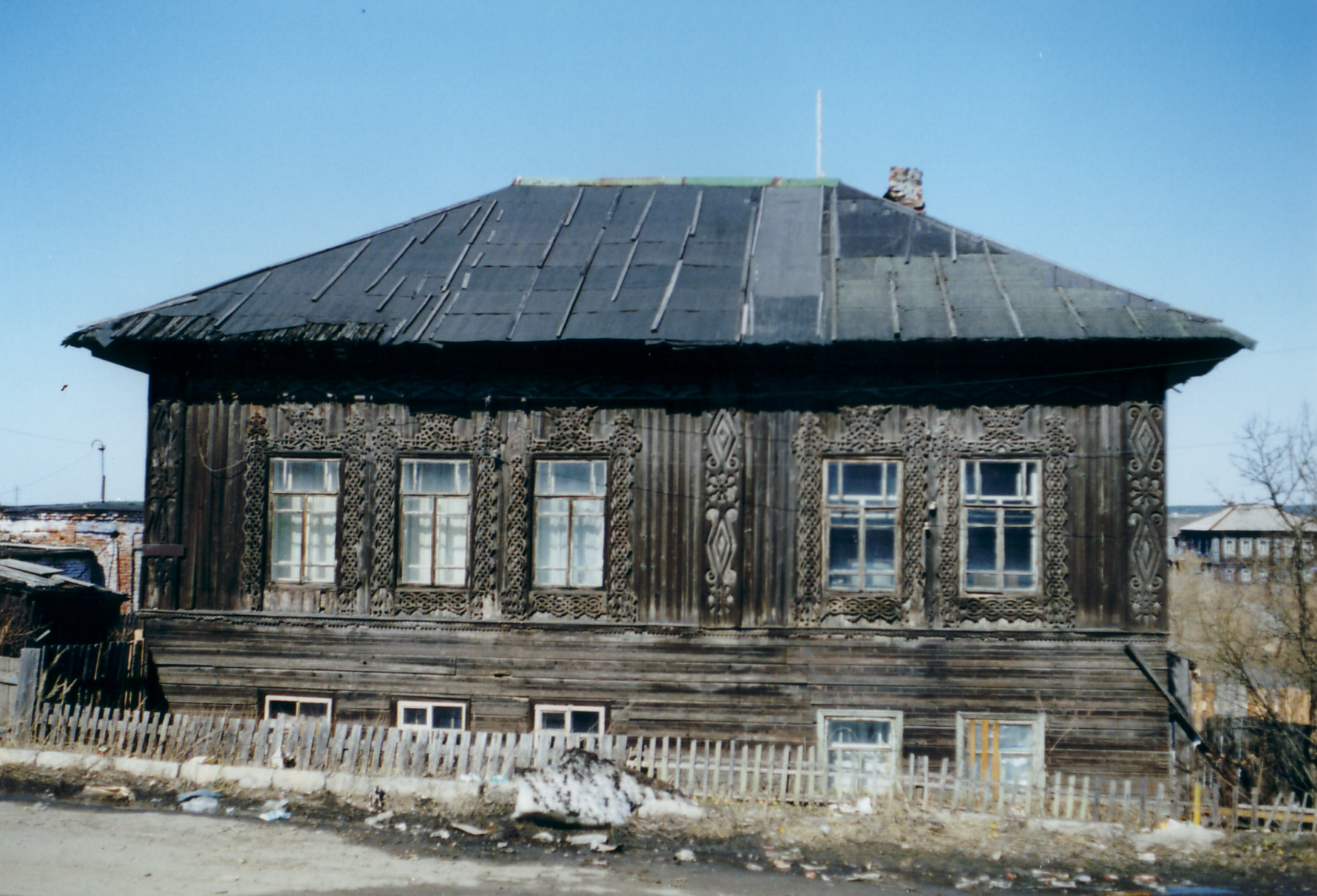
Солікамський традиційний будинок.

## Російська православна церква
- Богоявленська церква[13]
- Церква в ім'я Введення в храм Пресвятої Богородиці[14]
- Церква святих Жон-Мироносиць[15]
- Церква в ім'я Нерукотворного Образу Спасителя. Побудована в 1689—1691 рр.[16]
- Церква в ім'я Преображення Господнього (Спасо-Преображенська)[17]
- Цвинтарна церква в ім'я святого праведного Симеона Верхотурського[18]
- Свято-Троїцький чоловічий монастир[19]
- Жіночий Іоанно-Предтеченський (Красносільський) монастир[20]

## Архітектура та пам'ятки
Місто насичене пам'ятками історії та архітектури, маючи в своєму розпорядженні унікальний ансамбль церков XVII–XVIII сторіч. Серед пам'ятників цивільної архітектури: воєводський будинок (1688, з кілеподібними багатоступінчатими кокошниками в наличниках); двоповерховий дерев'яний житловий будинок (поч. XVIII ст.) поблизу кремлівського пагорба, на набережній; колишня садиба Турчанінова (1760—80-і рр.) з трьома уцілілими будинками. В зарічній частині Солікамську зберігся колишній будинок купця І. С. Лапіна (кінець XVIII ст.). У 1920—30-х рр. місто розширилося в зв'язку з інтенсивним промисловим і цивільним будівництвом. На центральній вулиці розташовані 2 будинки в стилі конструктивізму: кінотеатр і Держбанк (обидва — початок 1930-х рр.). По річці Борової — район, що примикає на заході до целюлозно-паперовому комбінату, з невисокою забудовою 1950-х рр. З композиційної мальовничістю вирішені квартали на схилі р. Усолка східної частини центрального району Солікамська і на правобережжі. Серед меморіальних пам'ятників Солікамська — комплекс, присвячений воїнам німецько-радянської війни 1941—45, померлим в госпіталях міста, і ювілейний меморіал (1985), присвячений танковим училищам міста.
За 20 км на північ від Солікамську, в селі Верх-Борова, — найдавніша на Уралі цегляна Хрестовоздвиженська церква (1678, південної прибудови — 1683—91) з восьмигранною дзвіницею і дерев'яною папертю (XIX ст.), з порталом, лиштвами і храмовим написом, виконаний з набірної лекальної цегли, а також традиційні для північного Прикам'я житлові садиби з писаними будинками і залишки солеварного промислу (кінець XIV ст.). За 5 км на північний схід від Солікамську, в селі Городище, — кам'яна Знаменська церква (1750—80), побудована на місці 2 дерев'яних храмів, з багатоярусною дзвіницею і дерев'яною скульптурою іконостасу в інтер'єрі. За 15 км від Солікамську, за р. Кама, в селі Касіб, у підвищенному місці, — монументальна церква Богородиці (1885) з 4-гранною дзвіницею; збереглася житлова забудова з різноманітними прийомами в декорі ґанків. Між Касібом і Солікамськом, в селі Пегушино, — 5-пролітний дерев'яний міст через р. Лисьва з високо піднятими конструкціями. На північ від Касіба, в селі Вильва, на горі, — динамічна за композицією Богоявленська церква (1779) з високою дзвіницею, ґанком і лопатками на фасадах; в житловій архітектурі села — вплив городецького різьблення (будинок Засухиной).

### Людмилінська соляна свердловина

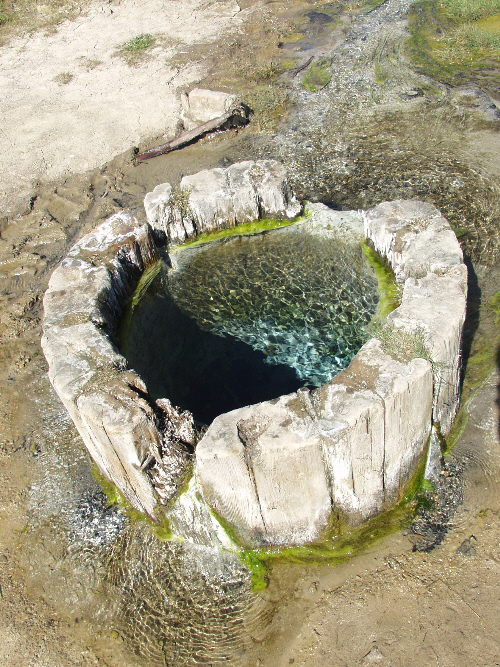
Людмилінська свердловина

Недалеко від центру міста на березі Усолка знаходиться Людмилінська соляна свердловина, якій понад сто років. Раніше на цьому місці знаходився Троїцький солеварний завод, приналежний купцям Рязанцевим. Людмилінська свердловина була пробурена у 1906—1907 роках в геологорозвідувальних цілях і мала глибину близько 100 метрів. Здобута звідти сіль містила велику кількість калію і була непридатна для вживання в їжу. Однак тепер ця свердловина є місцевою визначною пам'яткою.

### Храми Солікамська

#### Свято-Троїцький собор (літній)
Побудований у 1684—1697 рр. на кошти жителів міста і державне жалування, в пам'ять про яке на південній стіні храму був поміщений кахель з двоголовим орлом, а на західній стіні викладена цегляна імператорська корона. Престоли собору було освячено на честь Святої Трійці, Предтечі і Хрестителя Господнього Іоанна і святителя Миколая. Храм не опалювався і служби в ньому велися тільки влітку. 1916 року став центральним храмом новозаснованого Солікамського вікаріатства Пермської єпархії. Тут знаходився до революції знаменитий складень з образом святителя Миколая. 1929 року собор був закритий і переданий музею. Під час німецько-радянської війни в храмі зберігалися фонди евакуйованих у Солікамськ музеїв центру країни. Наразі тут розміщуються експозиції Солікамського краєзнавчого музею. Прекрасний п'ятибанний храм московської архітектурної школи. З трьох ґанків до нашого часу збереглися тільки два. Декор, характерний для дерев'яних будівель, виконаний в камені. Пам'ятка історії та архітектури федерального значення.

#### Церква Іоанна Предтечі

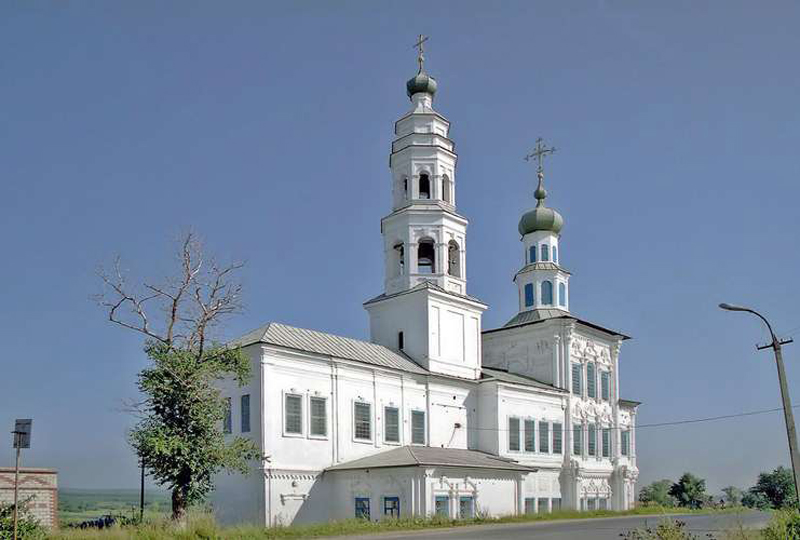
Церква Іоанна Предтечі

Церква приміського села Красного (нині входить до складу міста) будувалася з 1715 по 1772 роки. Первісно на кошти купців Суровцевих в 1715—1728 рр. зведений був нижній храм в ім'я св. мученика Іоанна Воїна. Літній верхній храм ім'ям Різдва Предтечі і Хрестителя Господнього Іоанна добудований на кошти А. Ф. Турчанінова і освячений 1772 року. Престоли храму освячено в ім'я Предтечі і Хрестителя Господнього Іоанна і в ім'я св. мученика Іоанна Воїна. 1891 року при церкві за підтримкою Рязанцева була заснована жіноча громада, що пізніше отримала статус монастиря. У числі насельниць була його майбутня ігуменя Чердинского Іоанно-Богословського жіночого монастиря Руфіна. Після закриття обителі на початку 1920-х років храм став парафіяльним. Закритий він був у 1930-х роках. 1989 року храм був переданий віруючим, і в ньому відновилися богослужіння. Однобанний храм з високою столповою дзвіницею має унікальне співвідношення ширини і висоти, не має аналогів на території єпархії. Зовнішній вигляд церкви нагадує корабель. Збереглося зовнішнє оздоблення храму, ліпні прикраси нижнього бокового вівтаря втрачені повністю, верхнього — пошкоджені і потребують реставрації. Частково збереглися розписи, які прикрашали верхній дво светний храм. Особливо славиться церква св. Іоанна Предтечі гармонійним дзвоном. Пам'ятка історії та архітектури федерального значення.

#### Соборна дзвіниця
Будівництво соборної дзвіниці було розпочато 1713 року. Висота її від підстави до хреста 62 метра. Дзвін вівся у 12 дзвонів вагою від 355 пудів до 20 фунтів. Дзвіниця має невеликий нахил. Побудована дзвіниця на двохповерховій кам'яній будівлі — «на палатах» — в якій в різний час розміщувалися духовні і цивільні установи. Підкліть будівлі, що складалася з 8 наметів, використовувалася спочатку для зберігання купецьких товарів. Наприкінці 1930 років будівлю соборної дзвіниці передано у підпорядкування НКВС, пізніше — іншим установам. Наразі тут розміщується відділ природи Солікамського краєзнавчого музею. Пам'ятка історії та архітектури федерального значення. Соборна дзвіниця Солікамська — один із символів міста.

#### Богоявленська церква

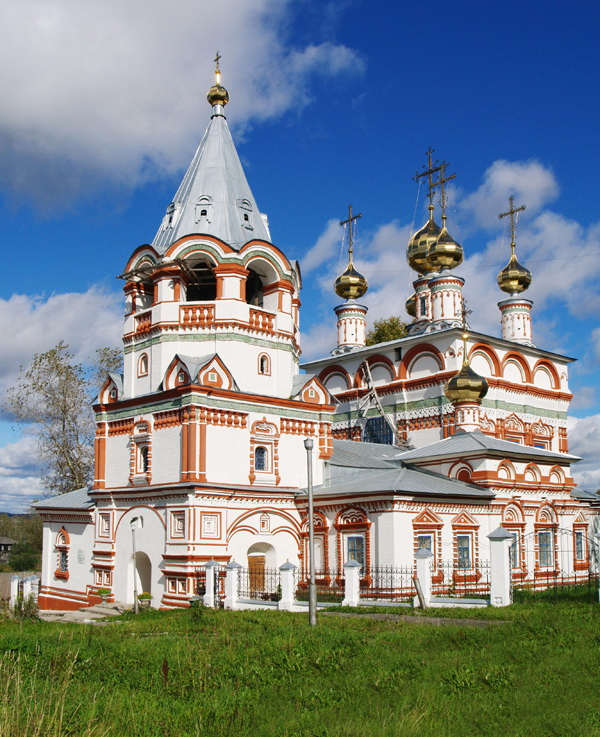
Богоявленська церква після реставрації 2005 року

Храм побудований в 1688—1695 рр. на кошти парафіян. Престоли його освячені в пам'ять Богоявлення Господнього, на честь Володимирської ікони Божої Матері та ім'ям чудотворців Печерських Антонія і Феодосія. Парафію було ліквідовано 1934 року, будівлю церкви передано музею. У 1943—1962 рр. в храмі відбувалися богослужіння, потім він знову був закритий. З 1989 р. тут розміщуються експозиції відділу давньоруського мистецтва Солікамського краєзнавчого музею. Наразі в експозиції цього відділу в Богоявленській церкві знаходиться ікона святителя Миколая, за переказами, послана царем Іваном Грозним жителям Солікамську у відповідь на їх прохання допомоги проти набігів іншоплемінних. У храмі відновлено іконостас, вціліло внутрішнє оздоблення. П'ятибанний основний храм з Володимирським боковим вівтарем, що також має баню. Дзвіниця, що розташовується над папертю, в XVIII сторіччі була надбудована трьома ярусами, але фундамент не витримав такого навантаження. Наразі дзвіниці повернуто первісний вигляд. Храм має багатий кам'яний декор і кахельні оздоблення. Після ремонтно-реставраційних робіт, проведених 2005 року, Богоявленська церква є чудовою прикрасою Солікамська. Пам'ятка історії та архітектури федерального значення.

#### Хрестовоздвиженський собор (зимовий)
Побудований в 1698—1709 рр. на кошти жителів міста. Престоли храму були освячені в ім'я Воздвиження Хреста Господнього, святителя Стефана, єпископа Великопермського, і ікони Божої Матері «Знамення». Вівтарі були влаштовані в кутах трапезної частини храму: на північній стороні — Стефановський, на південній — Знаменський. У цьому теплому храмі відбувалися соборні богослужіння в зимовий час. 1929 року собор був закритий і переданий харчокомбінату. Тривалий час в ньому розміщувався пивзавод. 2005 року почалися роботи з реставрації храму. Одноповерховий двостовповий храм на підкліті, з однією банею. Деякі деталі зовнішнього декору храму унікальні і не мають аналогів в середньовічній російській архітектурі. Пам'ятка історії та архітектури федерального значення.

#### Спаська церква
Літня церква ім'ям Нерукотворного Образа Спасителя збудована в 1689—1691 рр. на кошти парафіян на місці згорілого в пожежі 1672 р. дерев'яного храму. Первісно мала два бокові вівтарі, престоли яких були освячені на честь св. апостола і євангеліста Іоанна Богослова і св. Симеона Стовпника. Храм не опалювався, служби в ньому велися тільки в літній час. На початку 1930-х років церква була закрита. Наразі Спаський храм є парафіяльним, в ньому відновлені богослужіння. П'ятибанний одноповерховий двосвітний храм має рідкісне планування — «вівтар біля вівтаря». До 1850 р. бані храму були покриті дерев'яним лемешем, пізніше заміненим на золочене залізо. Церква мала не тільки внутрішні, а й зовнішні розписи, що частково збереглися до нашого часу. Пам'ятка історії та архітектури федерального значення.

#### Архангельська церква
Зимовий храм парафії Спаської церкви, побудований в 1712—1725 рр. на кошти парафіян. Його престол було освячено ім'ям Архістратига Михаїла та небесних сил безтілесних. Богослужіння в цьому теплому храмі відбувалися в зимовий час. У 1930-х роках церква була закрита. Наразі тут розміщується міський архів. Однобанна церква з трапезною частиною майже не має зовнішніх декоративних деталей. Внутрішнє оздоблення повністю втрачене. Пам'ятка архітектури федерального значення. В архітектурний ансамбль храмів Спаського парафії входила також стовпова дзвіниця, що стояла окремо та не збереглася до теперішнього часу.

#### Преображенська церква
Літня Спасо-Преображенська церква побудована в 1683—1692 рр. на кошти московської купецької вдови Євдокії Щепоткіної для жіночого Преображенського монастиря. Будував її Логін Корсаков «з товаришами». Єдиний престол храму був освячений на честь Преображення Господнього. Після переведення монастиря в Уфу 1765 р. храм став парафіяльним. 1929 року парафію було ліквідовано. Богослужіння в Преображенській церкві відновилися 1991 року. П'ятибанний храм з шатровою дзвіницею, розташованою над папертю. Пам'ятка історії та архітектури федерального значення.

#### Введенська церква
Зимовий храм будувався в 1683—1713 рр. для Преображенського жіночого монастиря. Його престол був освячений в пам'ять Введення до храм Пресвятої Богородиці. У цій церкві до переведення монастиря в Уфу відбувалися богослужіння в зимовий час. Після 1765 р. храм став парафіяльним. З 1933 по 1991 рр. храм був закритий. Наразі це приписна церква Преображенської парафії. Однобанна церква зберегла дерев'яну баню, криту лемешем. Пам'ятка історії та архітектури федерального значення.

#### Вознесенська церква (Свято-Троїцька церква чоловічого монастиря)
Побудована в 1698—1704 рр. на кошти солепромисловців Суровцевих, як літня церква чоловічого монастиря. Має зимовий приділ. Престол літнього храму спочатку був освячений на честь Вознесіння Господнього, згодом — на честь Благовіщення Пресвятої Богородиці. Після переведення в Солікамськ братії Істобенського Свято-Троїцького монастиря престол головного монастирського храму був освячений на честь Святої Трійці. Після закриття монастиря храм став парафіяльним, закритий 1926 року. З 1999 р. почалося відродження чоловічого монастиря, в храмі відбуваються богослужіння. Однобанний двосвітний храм з декором, характерним для аналогічних за архітектурою церков Солікамська. Пам'ятка історії та архітектури федерального значення.

#### Церква Михайла Малеїна (Вознесенська церква чоловічого монастиря)
Побудована на кошти солепромисловця Михайла Турчанінова в 1731—1734 рр. Має два бокові вівтарі: нижній — теплий, зимовий. Храм був освячений в ім'я преподобного Михайла Малеїна. Після переведення в Солікамськ братії Істобенського Свято-Троїцького монастиря відремонтований храм Михайла Малеїна був переосвячений в пам'ять колишнього іменування монастиря Вознесенським, а престоли приділів — нижнього — на честь ікони Божої Матері «Всіх, хто скорбить Радості», верхній — на честь Вознесіння Господнього. У радянський період храм був закритий. Богослужіння в ньому в зимовому приділі поновилися 2005 року. В даний час з благословення єпископа Пермського і Солікамського Ірінарха нижній боковий вівтар церкви освячено на честь священномученика Феофана, єпископа Солікамського. Особливістю церкви є влаштування дзвіниці над головним храмом. Верхні яруси дзвіниці були розібрані за радянських часів. Пам'ятка історії та архітектури федерального значення.

### Музей історії солі (колишній Усть-Боровський солеварний завод)
Музей історії солі — філія солікамського краєзнавчого музею має статус музею промислового зодчества XIX століття федерального значення, до складу якого входить 17 об'єктів. Він був відкритий в жовтні 1986 року, коли тут, в будівлі колишньої контори соледобувного заводу, проходила науково-практична конференція «Сіль і освоєння краю».
Музей створений на базі в межах сучасного Солікамського Усть-Боровського солеварного заводу, побудованого в 1878—1882 рр. на кошти Солікамського купця 1-ї гільдії Олександра Васильовича Рязанцева. Розсіл тут добували з свердловин, над якими стояли високі брусовані зруби розсілопідйомної вежі. Всього на заводі було пробурено 14 свердловин на глибину від 170 до 215 метрів, потім розсіл накопичували в дерев'яних скринях, а звідти подавали в варниці. До відправки споживачеві сіль зберігалася у великих дерев'яних амбарах.
Усі виробничі будівлі побудовані в старих традиціях і є унікальними зразками промислової дерев'яної архітектури.
Музей Солі — це унікальний архітектурний комплекс, експозиція якого відтворює технологічний ланцюжок з виробництва солі, що існувала з XV сторіччя.
Солеваріння було основою існування Солікамська, з моменту його народження в XV сторіччі до 1972 року. Наприкінці XVII століття Солікамск був центром російського солеваріння: щорічний обсяг виробництва в місті і повіті на 231 варниці становив 7 млн пудів солі, що становило 70 % від загальноросійського видобутку. Наразі варіння солі в місті припинено. Останній солеварний Усть-Боровський завод закрив провадження 1972 року.
Тепер це унікальний, єдиний в Росії солеварний завод просто неба, який є єдиним в країні пам'ятником промислового дерев'яного зодчества.
Промислові дерев'яні споруди заводу за своїми архітектурними достоїнств відносяться до унікальних пам'яток російського дерев'яного зодчества. Це розсіл підйомні вежі, соляні ларі, варниці і комори. Промислові дерев'яні споруди заводу за своєю архітектурною гідністю відносяться до унікальних пам'яток російського дерев'яного зодчества. Це розсілопідйомні вежі, соляні ларці, варниці і амбари.
До комплексу споруд Усть-Боровського соледобувного заводу входить також будинок солепромисловця А. В. Рязанцева. Він служив заміською дачею і одночасно конторою соледобувного заводу. Нижній кам'яний поверх був службовим, а дерев'яний верхній і мезонін — житловими.

### Зелена лінія Солікамська
У Соликамске 2011 р з'явився пішохідний маршрут «Зелена лінія» за аналогією з Зеленої лінією Пермі. Пішохідний маршрут включає в себе основні визначні пам'ятки міста (18 найменувань). На відміну від Пермі, де маршрут завдано на бруківку і забезпечений інформаційними тумбами, в Солікамську Зелена лінія переважно віртуальна — розмітка збереглася тільки на початку маршруту, а інформаційні тумби відсутні.

## Відомі люди, що пов'язані з Солікамськом
- Баньковський Лев Володимирович (1938—2011) — російський вчений (Інститут економіки УрВ РАН), з 2000-го і до кінця життя — працював в Солікамському державному педагогічному інституті, співініціатор створення дитячого освітнього центру «РОСТ».
- Давидичев Лев Іванович — російський дитячий письменник, народився в Солікамську.
- Демидов, Григорій Акинфиевич (1715—1761) — дворянин, солепромисловець і металург, ботанік, засновник першого в Росії приватного ботанічного саду. Кореспондент Карла Ліннея, відзначений у другому виданні «Species plantarum» 1762 року. Після пожежі Кунтскамери в Санкт-Петербурзі 6 грудня 1747 року — надавав безоплатно триповерховий будинок під колекцію і бібліотеку аж до 1766 року. Спаситель колекції 80 рослин Георга Стеллера, переданої 11 березня 1748 року в Російську академію наук.
- Дмитрієв Олег Олексійович — радянський/російський художник, почесний громадянин міста Солікамська, брав найактивнішу участь у заснуванні Солікамського краєзнавчого музею, передав в дар музею понад 300 своїх полотнин.
- Місто Солікамск є батьківщиною Федора Зубова, іконописця, «царського ізографа». Свої праці він підписує, називаючи себе «Усольцев»[24].

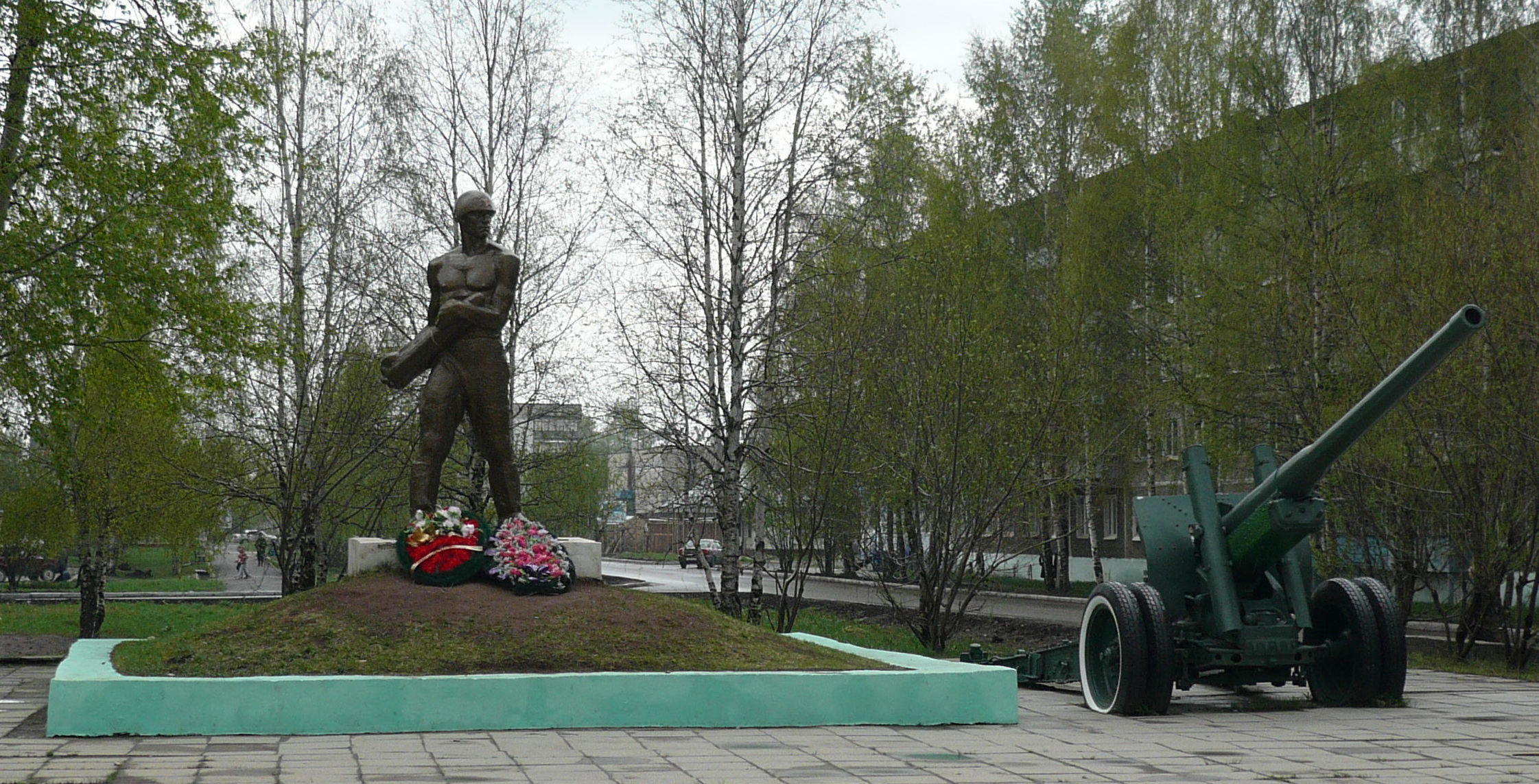
Пам'ятник Латкіну в Борівському

- 12 Героїв Радянського Союзу дав Солікамськ фронтам німецько-радянської війни. Ось їхні імена: Микола Латкін, Петро Кондратенко, Микола Антонов, Василь Кузнєцов, Петро Лавров, Костянтин Роденко, Микола Шерстобітов, Костянтин Шувалов, Василь Суслов, Григорій Шумков, Дмитро Чеботарьов, Валентин Єлькін. Серед них в місті відоміший Микола Латкін. Пам'ятник Латкіну в Борівському У боях німецько-радянської війни він брав участь з липня 1942 року. Сержант-артилерист. Воював у складі військ Північно-Кавказького, 1-го Прибалтійського фронтів. Воював під Смоленськом, Єльнею, Курськом і Глуховом. Уже в Східній Пруссії 7 лютого 1945 року гарматний розрахунок Миколи Латкіна утримував стратегічну висоту до підходу радянських військ. Сержант Латкін залишався останнім радянським солдатом на цій висоті, поодинці утримуючи німецькі танки гарматним вогнем. Звання Героя Радянського Союзу був удостоєний за цей подвиг посмертно 29 червня 1945 року[25]. Його ім'я носить в місті вулиця, площа. У Борівському йому встановлено пам'ятник.
- Карапетян Ольга Володимирівна (1958—2010) — російський архітектор, головний архітектор (голова комітету з архітектури та містобудування) Солікамська.
- Корнієнко Ніна Григорівна (1943) — радянська і російська актриса театру і кіно, заслужена артистка Росії.
- Потапов Михайло Михайлович (1904—2007) — почесний громадянин Солікамська, художник.
- Шумилова Катерина Євгенівна (1986) — російська біатлоністка, заслужений майстер спорту Росії.
- Трусова Ірина Андріївна (1988) — російська біатлоністка, майстер спорту Росії[26].
- Четіна Єлизавета Володимирівна (1997) — російська шахістка. Кандидат в майстри спорту Росії. Віце-чемпіонка світу і Європи, бронзовий призер Російської першості, чемпіонка Приволзького Федерального округу серед юнаків та дівчат[27][28].
- Юдін Юрій Юхимович (1937—2013) — почесний житель міста Солікамська, один з десяти членів сумнозвісної групи Дятлова, що вибув з групи до трагедії і залишився в живих.

## Цікаві факти

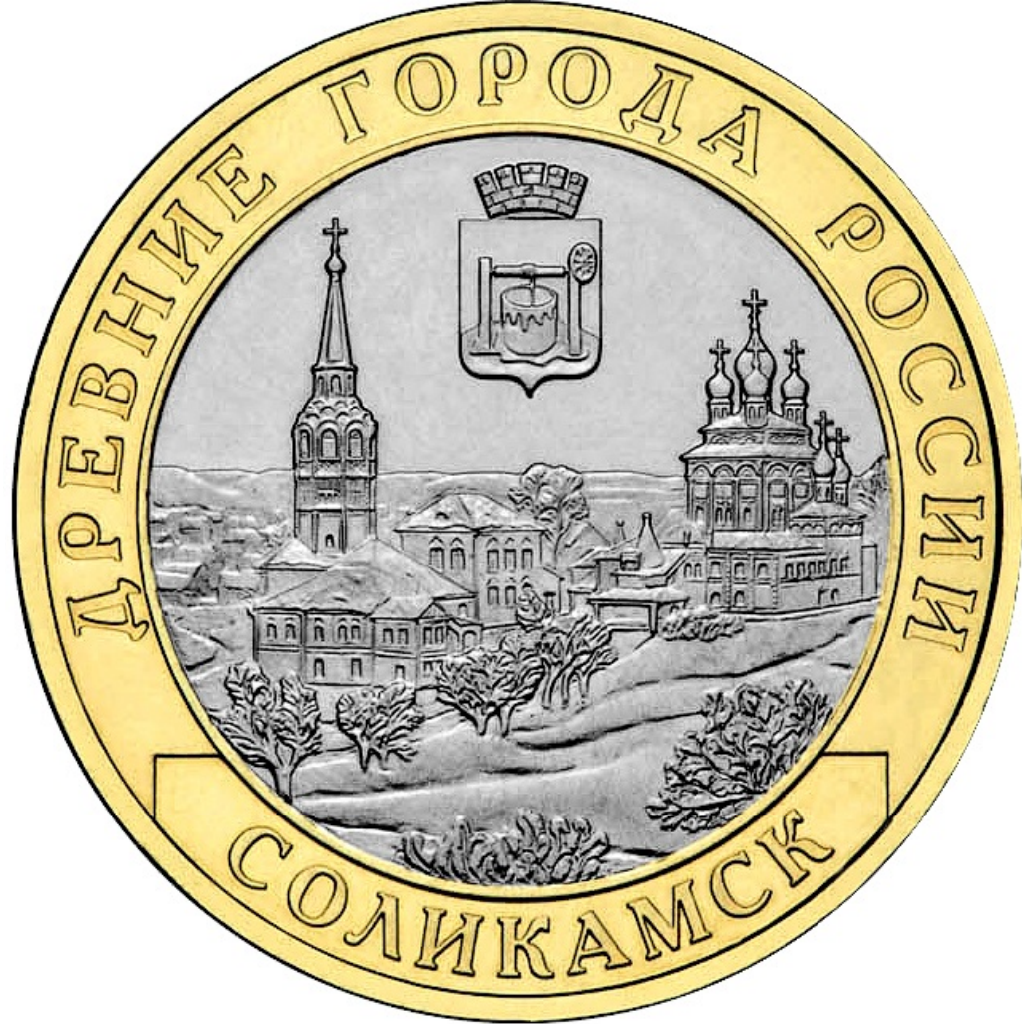
10 рублів (2011) — пам'ятна монета з серії Стародавні міста Росії (монети)

- 1724 року для потреб Санкт-Петербурга, зокрема для створення Літнього саду, з Солікамська були відправлені 1300 кедрів.
- 1 березня 2011 року Банк Росії випустив пам'ятну монету «Солікамськ» номіналом 10 рублів із серії «Стародавні міста Росії». Сплав: латунь/мельхіор. Діаметр: 27 мм. Тираж: 5 млн шт. Карбування: Санкт-Петербурзький (СПМД). Художник: С. В. Сутягін. Скульптор: Ф. С. Андронов, А. О. Долгополова. Номер за каталогом: 5514-0076[29].
- На честь Солікамська названо астероїд Головного поясу (11542) Солікамськ, що виявив Ерік Ельст в обсерваторії Ла-Сілья 22 вересня 1992 року[30].
- У романі «Подальші пригоди Робінзона Крузо» — продовження першої книги Даніеля Дефо про Робінзона, Робінзон Крузо проїхав через Солікамськ, повертаючись до Англії з Китаю через Архангельськ[31][32].
- Тут 2013 року помер єдиний учасник походу Дятлова лютого 1959 Юдін Юрій Юхимович.
- У Білорусі існує місто Солігорськ, основною діяльністю якого є видобуток калійної солі.